# Bautechniken im Alten Ägypten
Mit den Bautechniken im Alten Ägypten sind die technischen Aspekte des Bauens in der altägyptischen Architektur gemeint. Grundsätzlich lassen sich drei verschiedene Bauweisen unterscheiden: Bauten aus pflanzlichem Material, Lehmziegelbau und Steinbau.
In prähistorischer Zeit dienten als Skelett für den Wohnbau Hölzer und Palmstämme, die mit Schilfrohr oder Papyrusmatten behängt wurden. Da nur sehr spärliche archäologische Reste dieser Bauform vorhanden sind, müssen Rückschlüsse gezogen werden aus Niederschlägen in späteren Bauformen, der Wiedergabe in frühen Schriftzeichen und den Bauten, die teilweise noch heute Verwendung finden als einfache Bauformen (beispielsweise für vorübergehende Schutzhütten und Ställe).
Daneben entwickelte sich aus dem luftgetrockneten Lehmziegel eine Bauweise, die die Entwicklung der ägyptischen Wohnkultur entscheidend bestimmte. Die ägyptischen Lehmziegel wurden aus dem lehmhaltigen Nilschlamm hergestellt. Seit der Naqada-I-Zeit war dieser das wichtigste Baumaterial. Diese „ökonomische“ und klimatisch vorteilhafte Bauweise machte zu allen Zeiten den Hauptteil der Wohnbauten und zeitweise auch der Sakralbauten aus. Sind zwar von vielen altägyptischen Städten nur noch die Steingebäude erhalten, so sind auch von dieser Bauweise insgesamt zahlreiche archäologische Reste vorhanden, die dazu ein gutes Bild ermöglichen.
Demgegenüber blieb der Steinbau für alle Zeit ein Luxus für Bauten mit Ewigkeitsansprüchen wie Gräber und Tempel, in der Absicht, „den Fortbestand des Gottkönigtums und der göttlichen Mächte zu sichern“. In Ägypten kam es etwa ab der 1. Dynastie zur Einführung des Steinbaus. Höhepunkte des Steinbaus waren der Djoser-Bezirk in Sakkara zu Beginn der 3. Dynastie, die Pyramiden von Gizeh aus der 4. Dynastie und die Steintempel in Luxor aus dem Neuen Reich.
In den letzten Jahrzehnten führten neue Analysemethoden der Naturwissenschaften zu einem wiedererwachenden Interesse an ägyptischer Werkstofftechnik und Technologie. So werden nun für die archäologischen Quellen ganz andere technologische und sozio-ökonomische Fragen gestellt. Beispielsweise konnte durch neue petrographische Methoden eine viel präzisere Herkunftsbestimmung der Gesteine vorgenommen werden, die für die jeweiligen Bauten verwendet wurden, was auch neue Informationen zu Organisation und Technik des Bauens bietet. Trotzdem stehen gerade den zahlreichen archäologischen Quellen oftmals noch keine vollständigen Auswertungen bezüglich Einzelaspekten gegenüber. Beispielsweise ist die ägyptische Tür zwar sowohl archäologisch als auch literarisch sehr gut belegt, es gibt aber noch keine neuere Publikation dazu, die alle Grabungsberichte und Tempel- und Gräberpublikationen heranzieht.

## Holz-Mattenbau

### Entstehung und Entwicklung

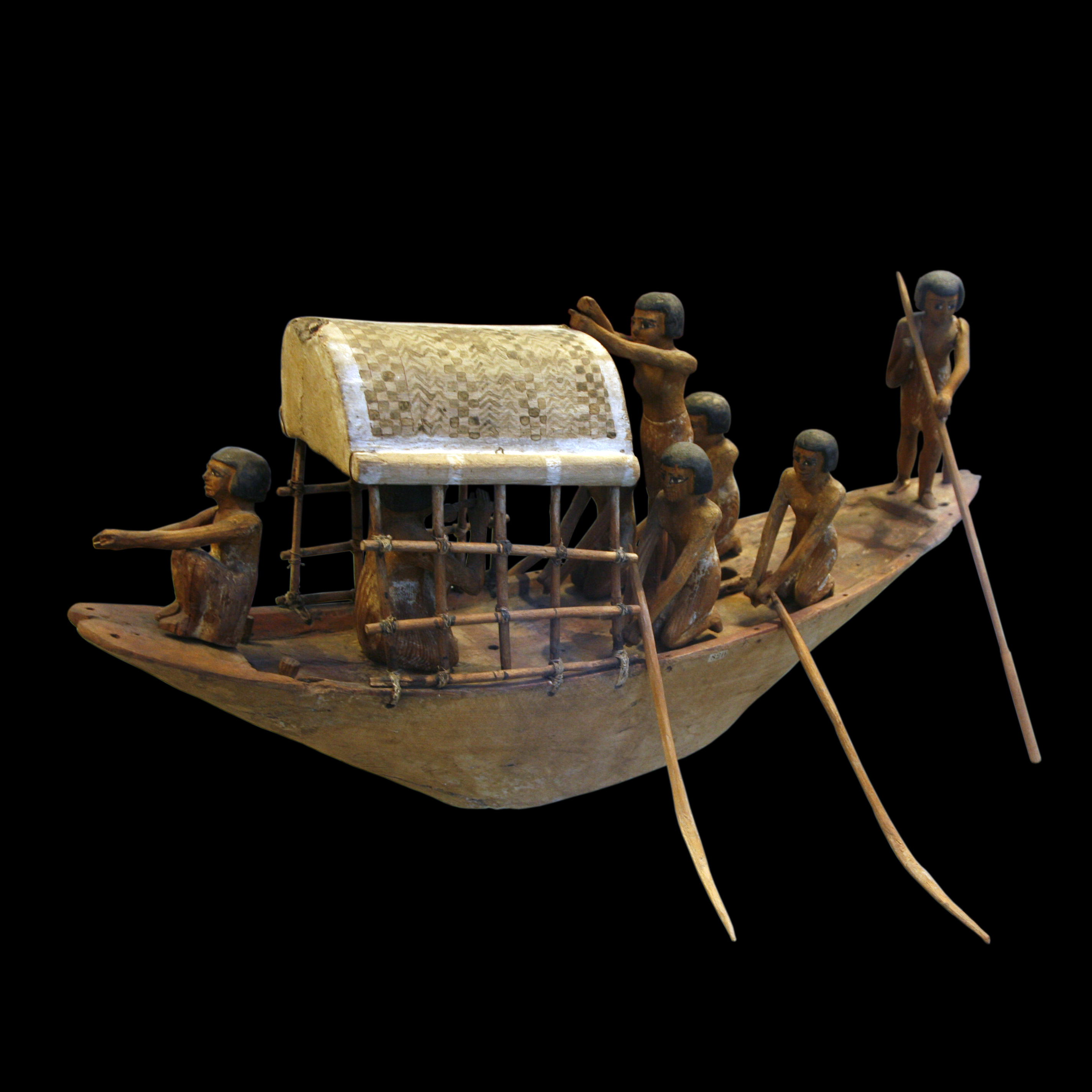
Stangengerüst von Mattenhütten am Beispiel einer Kajüte eines Schiffsmodells

Wenn auch nur sehr spärliche archäologische Reste der frühesten Bauformen vorhanden sind, so lassen sich doch Rückschlüsse ziehen aus Niederschlägen in späteren Bauformen, der Wiedergabe in frühen Schriftzeichen und den Bauten, die teilweise noch heute Verwendung finden als einfache Bauformen.
Die ursprünglichste Bauform sind vermutlich Rundbauten, und zwar sowohl als Wohnbau als auch als Tempel, wenn auch Rechtecksbauten seit der vordynastischen Zeit in Gebrauch waren. Vorgeschichtliche Rund- und Ovalbauten in Merimde, Omari und Maadi waren Holzpfostenkonstruktionen, die mit Schilfmatten verkleidet wurden. Daneben konnten dort auch Silos nachgewiesen werden, die halb in den Boden eingetieft und mit Lehmwänden versehen waren. Nach Manfred Bietak haben erst die Einführung des quaderförmigen Lehmziegels und die anspruchsvollere Architektur der dynastischen Zeit zur Ablösung der Rundbauten durch die rechteckige Bauform geführt. Als Übergangsform ist der ovale und rechteckig-ovale Grundriss anzusehen.
Mit dem Bedürfnis nach festen Wohnsitzen der sesshaftwerdenden Nomaden hängt die Entwicklung vom Holzmattenbau (Skelettbau) zum Ziegelbau (Massivbau) zusammen. Man kann zunächst von einem Vermischungsprozess und Nebeneinander wesensverschiedener Bauformen ausgehen. Beispielsweise wurden Holz-Mattenbauten auch mit Lehmpatzen versehen. Man wird so lange mit vergleichbaren Bautechniken und -formen zu rechnen haben, bis sich die angenommene Aufspaltung in Ziegel- bzw. Holzmattenbauweise vollzogen hatte.
Die alte Bauweise wurde nie ganz aufgegeben. In geschichtlicher Zeit fand sie teilweise noch in den Kajüten auf Schiffen Niederschlag und wurde weiterhin von Hirten für vorübergehende Schutzhütten und Ställe verwendet.

### Bauweise

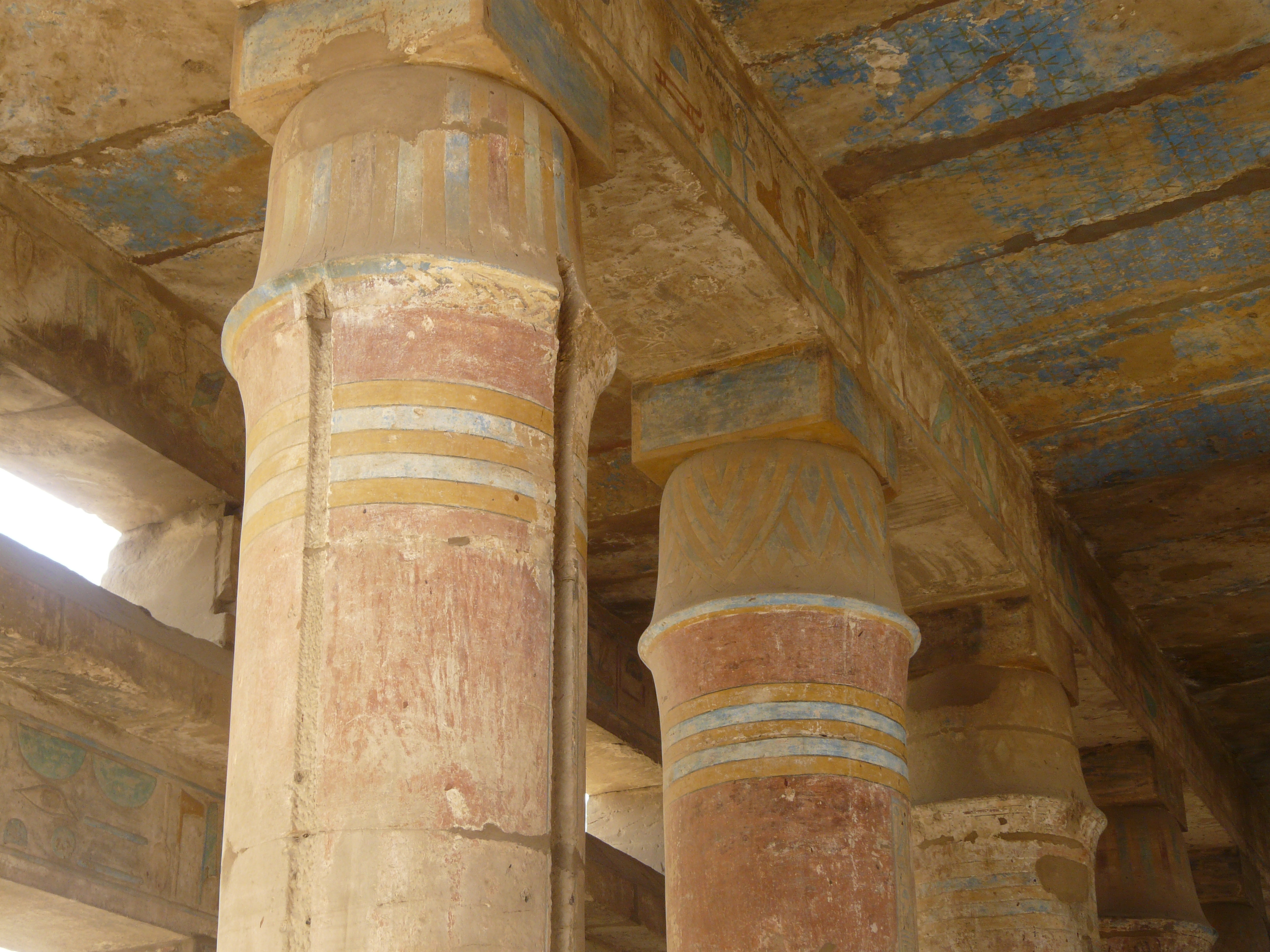
Zeltstangensäulen im Ach-menu des Thutmosis III. Dieses stellt wohl in Stein umgesetzt einen mit einem Zelt überdachten Hof dar.

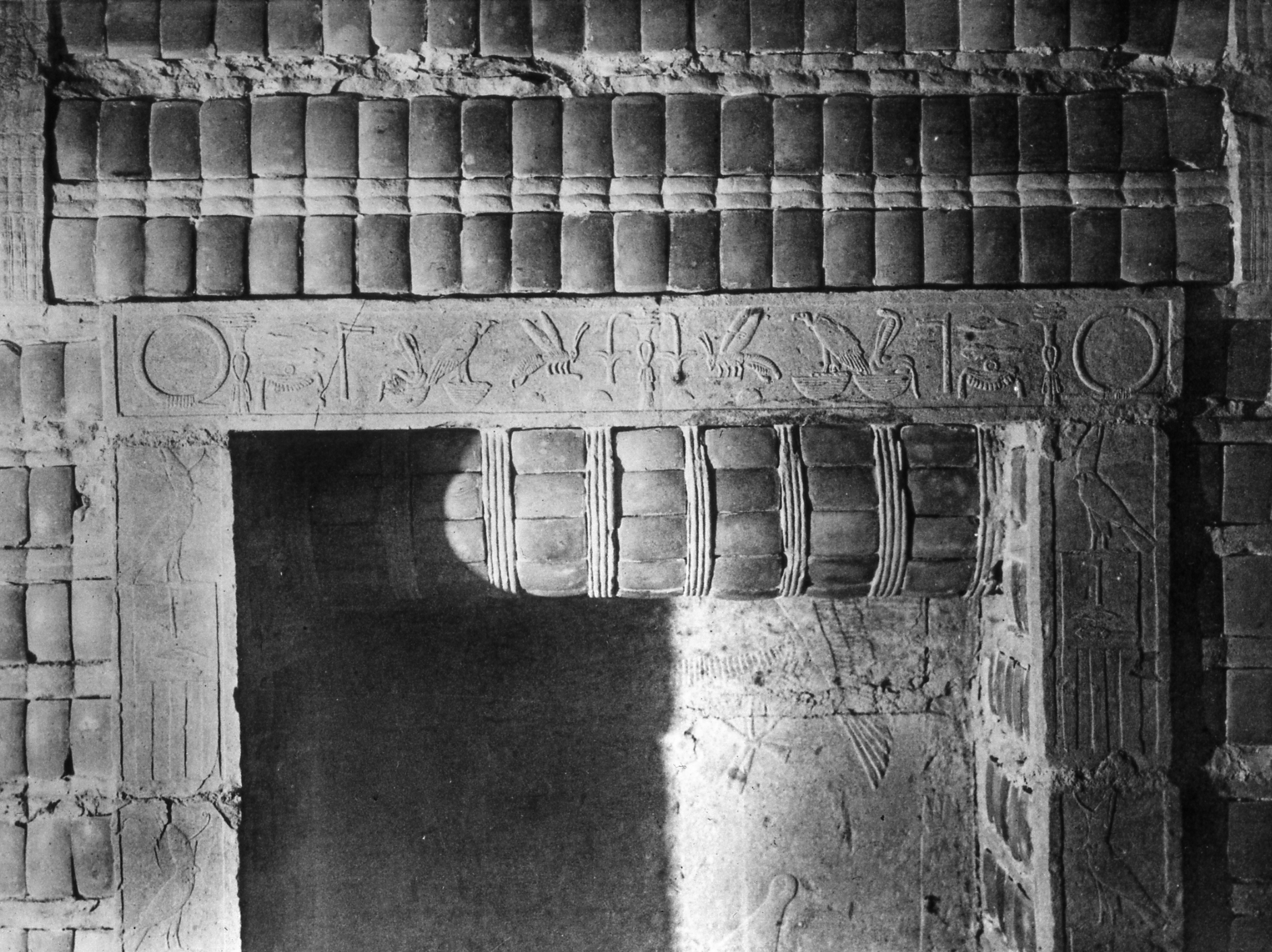
Fayence-Kammern im Djoser-Bezirk in Sakkara, Nachbildung der Holz-Mattenarchitektur in Stein mit aufgerollter Mattentür.

Das tragende Gerüst des Holzmattenbaus bestand aus dünnen, senkrecht in die Erde gesteckten Stangen, die durch Querstangen miteinander verbunden waren. Solche Stangen erscheinen zum Beispiel auf Darstellungen von Götterkapellen. Auch die Form der „Zeltstangen“ im Festbau Thutmosis’ III. in Karnak (Ach-menu) dürften eine Übertragung ähnlicher Stangen, nämlich Zeltstangen, in Stein sein und ihre auffällige Form könnte etwas über die Art der im Mattenbau verwendeten Stangen aussagen: „Die Zeltstangensäule verjüngt sich nach unten, das eigentümlich geformte Kapitell ist mit Blättern bemalt, deren Spitzen nach unten weisen. Es handelt sich also um Pflanzenstängel, die mit ihrem oberen Ende in die Erde eingegraben sind und ihren Wurzelknoten (Kapitell) nach oben kehren, weil dieser so fest ist, dass Zapfenverbindungen mit Querstangen möglich sind.“ Dazu passen auch die archäologischen Nachweise runder Pfostenlöcher bei vorgeschichtlichen Bauten beispielsweise in Maadi und Merimde.
Zur Wandung verwendeten die Rundhütten hauptsächlich vertikale und horizontal fortgeführte Pflanzenstängel, die verschnürt wurden. In der einfachsten Ausführung handelte es sich um ovale Windschirme, die zur windabgewandten Seite und oben offen waren. Als Gittergerüst waren sicherlich Palmzweigrippen oder auch Rohrstängel durch ihre natürliche Biegung besonders geeignet. Über erstere konnte als Bedachung eine korbartige Kuppel aufgesetzt werden, über letztere konnten Matten oder eine Gras- bzw. Strohbedeckung gelegt werden. In den frühzeitlichen Darstellungen scheint ein vertikales bzw. rechteckiges Linienmuster die Rohr- bzw. geflochtene Mattenwände darzustellen, während ein rautenförmiges Muster wohl das Stützgitter der gebogenen Dachkonstruktionen andeutet.
Die Holzmattenbauten hatten vermutlich ein flaches oder gebogenes Dach. Beide Formen wurden in Felsgräbern nachgeahmt, die sowohl flache als auch gebogene Decken aufweisen und mit Mattenmustern bemalt sind und von gemalten Streifen oder plastisch modellierten Balken scheinbar getragen werden. Diese Dachkonstruktion erscheint im Stangengerüst der Kajüten von Schiffsmodellen, die wohl in gleicher Weise errichtet wurden wie die Mattenhütten an Land.
Monumentale Ausfertigungen dieser Bauweise, werden zum Beispiel im Djoser-Komplex in Sakkara in Stein umgesetzt dargestellt. In den blauen Kammern sind die Matten ganz eindeutig durch Fayence-Kacheln repräsentiert und auch die Zugänge der Mattenbauten aus auf- bzw. hinuntergerollten Matten sind in dieser Form dargestellt. Von solchen Bauten besitzen wir auch Darstellungen auf Rollsiegel-Abdrücken der 1. Dynastie. Es handelt sich dabei um die älteste erkennbare Form des oberägyptischen Palastes oder genauer gesagt seine Ausgangsform, die Ricke im Unterschied zum Mattenpalast als „Königszelt“ bezeichnet.
Aus der hieroglyphischen Darstellung lässt sich die Form des als Per-wer (i. e. „Sakralbau/Residenz des Großen“) bezeichneten Heiligtums der oberägyptischen Wappengottheit Nechbet herleiten, von dem vermutlich auch Reste in Hierakonpolis gefunden wurden. Nach Dieter Arnold handelt es sich vielleicht um die „Nachbildung eines im König verkörperten, aus Holz und Matten konstruierten Elefanten oder Nashorns.“ Zumindest sind drei bis vier Stoßzähne an der Front, ein nach unten geschwungenes Dach, ein hinten herabhängender Schwanz und mehrere an der Fassade hoch aufragende Masten typisch. Möglicherweise ist das Per-wer auch im „maison du sud“ des Djoser-Bezirks dargestellt. Das unterägyptische Pendant zum Per-wer (als symbolische Darstellung als Heiligtum im Allgemeinen) ist das Per-nu, das Heiligtum der Göttin Wadjit. Hieroglyphisch ist das Heiligtum als eine Konstruktion aus Holz, Schilfdach und Mattenbehang dargestellt und auch die Granitsarkophage des Mittleren Reiches geben ein Per-nu wieder, indem sie einen gewölbten Deckel und hochgezogene Wände mit Längstonne und seitlicher Auffangwand repräsentieren. Bis in die Spätzeit vertritt es in thebanischen Großgräbern symbolisch unterägyptische Heiligtümer im Allgemeinen. Möglicherweise war es im „maison du nord“ des Djoser-Bezirks dargestellt.
Auch Einzelformen wie Türrolle, Hohlkehle und Rundstab, Cheker-Fries, Rundbalkendecke sowie Formen verschiedener Pflanzelsäulen haben ihren Ursprung im Holz-Mattenbau.

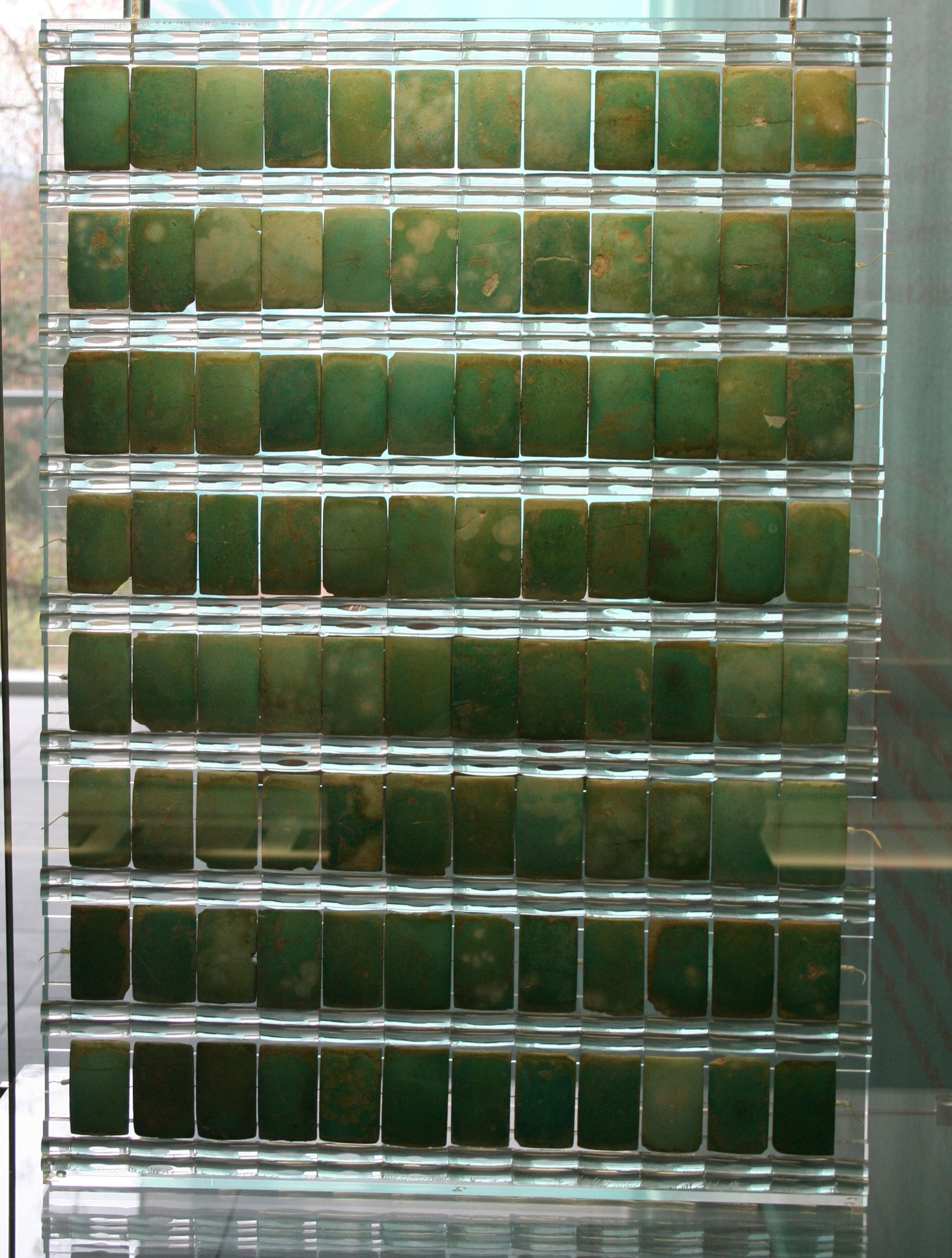
Fayence-Kacheln aus dem Djoser-Bezirk. Nachbildung der Holz-Mattenarchitektur.
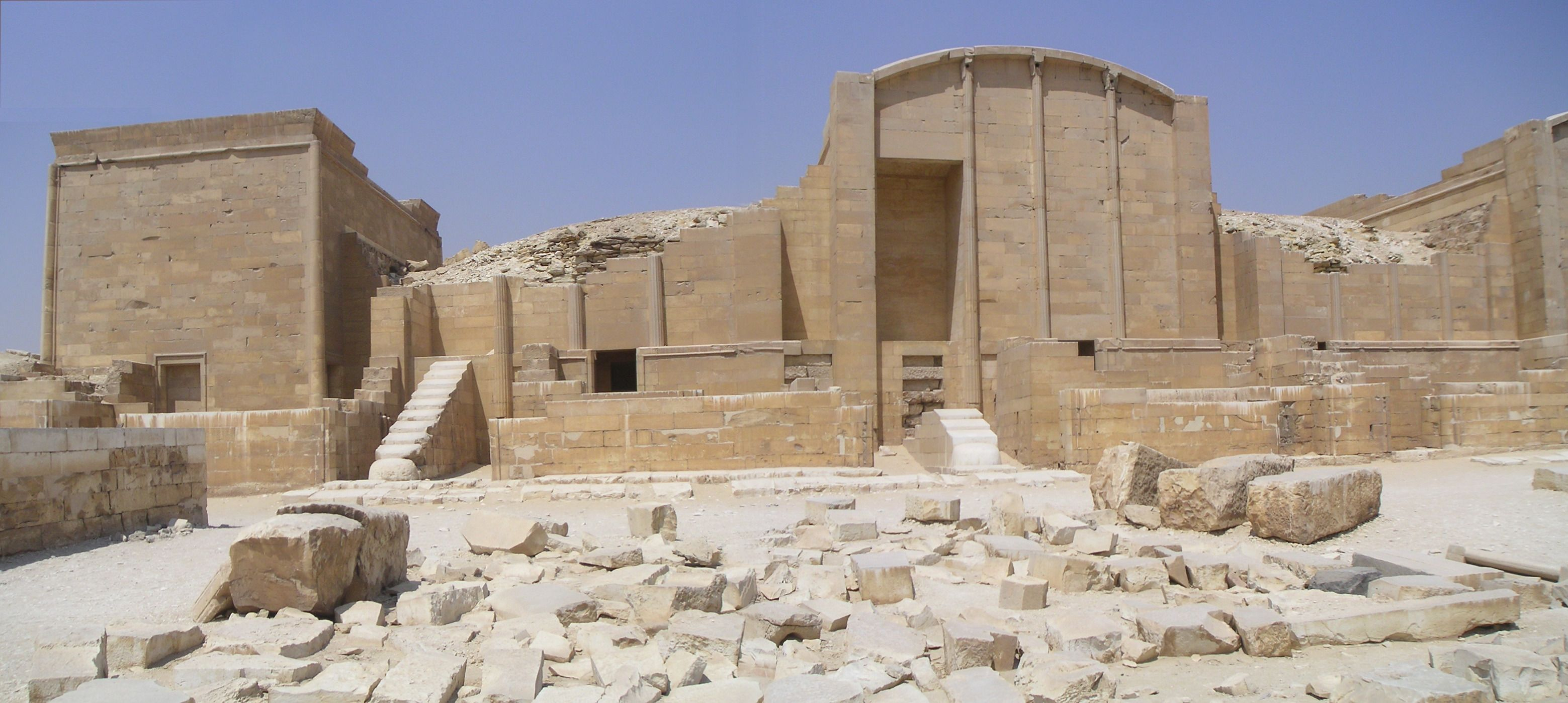
In Stein umgesetzte Sed-Fest-Kapellen im Djoser-Bezirk (Seh-netjer-Typ (siehe Gottesschatten) links und Per-wer-Typ rechts)

## Ziegelbau

### Zusammensetzung des Baustoffes

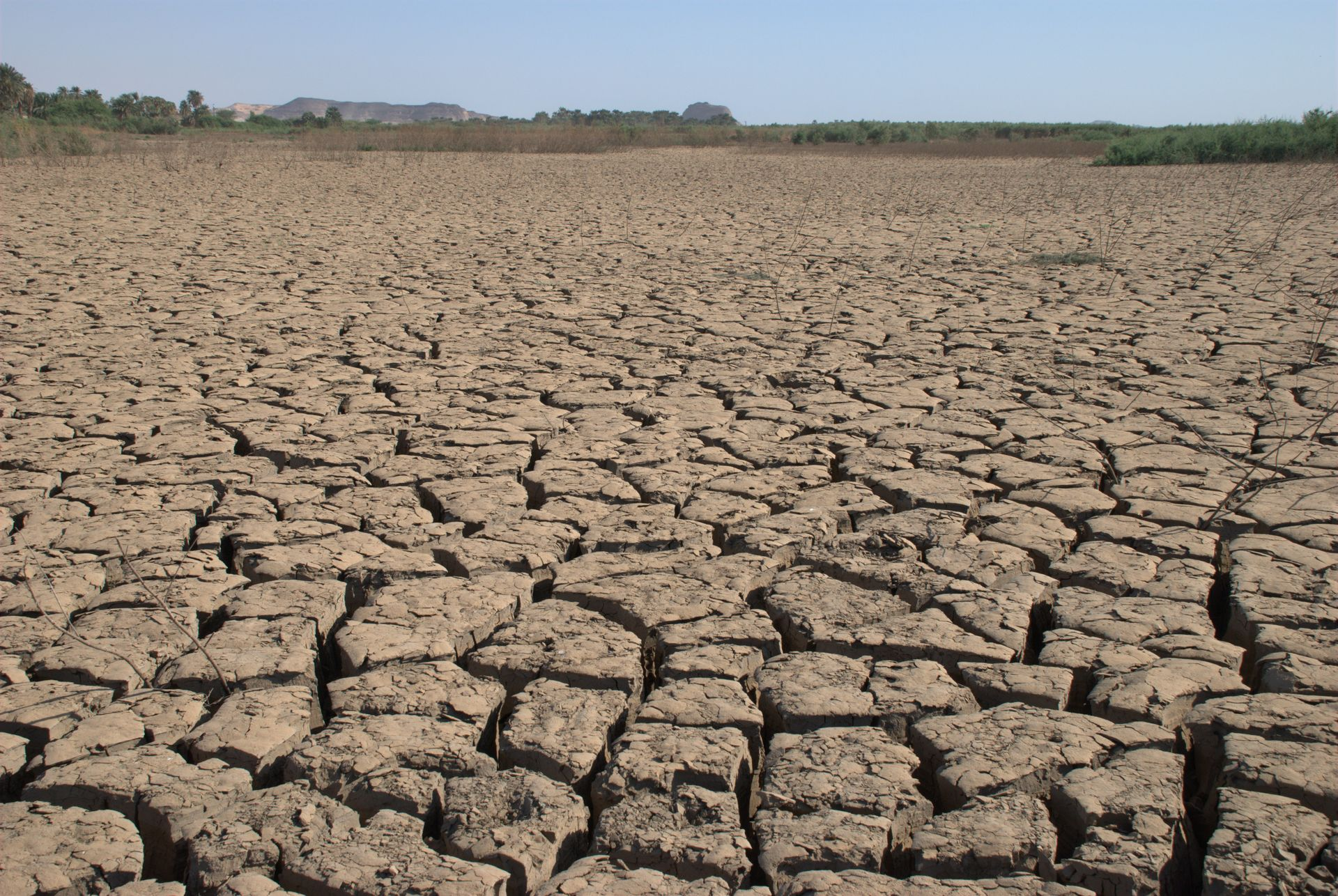
Getrockneter Nilschlamm im jährlich überschwemmten Bereich am Nilufer bei Karima in der Nubischen Wüste im Sudan. Polygonale Platten, die durch das Schrumpfen des Schlamms beim Austrocknen entstehen.

Die ägyptischen Lehmziegel setzen sich aus einer braun- oder schwarzgrauen Mischung aus Nilschlamm, Sand, Pflanzenfasern oder kleinen Steinen und Ziegelbruch zusammen; gelegentlich finden sich auch gelbliche Ziegel mit einer starken Beimischung von Ton. Nach Spencer besteht der gewöhnlichste Typ Ziegel aus Schlamm, zerhacktem Stroh und einer kleinen Beigabe von Sand. Es treten aber starke Unterschiede auf, bis zu Sand mit kiesiger Erde. Über die optimale Zusammensetzung bemerkt Spencer: „Experimente mit Ziegelherstellung in der heutigen Zeit haben gezeigt, dass die beste Mischung der Bestandteile ein Kubikmeter Schlamm ist mit einem Drittel dieser Menge an Sand, plus 20 kg Stroh. Ziegel mit feinem Sand, wenn sie gut getrocknet sind, können einen Druck in der Größenordnung von 52 kg/cm² aushalten, während Ziegel mit der gleichen Menge Sand, aber auch mit Stroh weniger stark sind.“
Der fruchtbare Nilschlamm aus den Vulkangebieten Äthiopiens, der bei den Nilüberschwemmungen in Ägypten angeschwemmt wurde, enthält einen hohen Lehm- und Tonanteil. Lehm und Ton dienen als Bindemittel, um die anderen Anteile der Ziegel zusammenzuhalten. Da der Nilschlamm beim Trocknen um etwa 30 % schrumpft, verhindern Sand und Stroh im Ziegel, dass die Formation bricht. Strukturen mit einem hohen Anteil an Aggregaten (Sand, Stroh) sind im getrockneten Zustand fester, dafür anfälliger für Erosion durch den Regen. Jene mit hohem Tonanteil sind resistenter gegenüber Wasser und Erosion, dafür weniger stabil. Es gab keine Standardzusammensetzung für die Lehmziegel, sondern starke regionale Unterschiede. Man kann auch davon ausgehen, dass keine besonderen Baustoffzusammensetzungen für besondere Vorhaben oder Verwendungen verwendet wurden, sondern dass das direkt am jeweiligen Bauplatz anliegende Material zur Verwendung gebracht wurde. Dennoch dürften die Arbeiter ein intuitives Gespür dafür entwickelt haben, welcher Boden besonders geeignet war und wie die entsprechende Zusammensetzung sein musste.

### Entwicklung

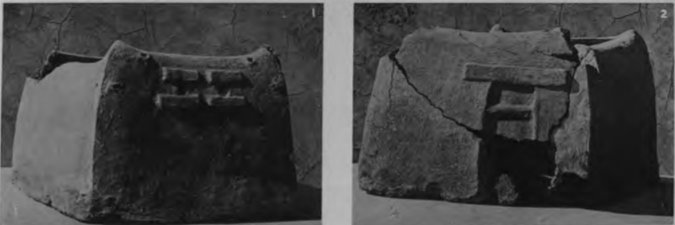
Hausmodell aus einem prädynastischen Grab in el-Amrah, das einen Lehmpatzenbau darstellt.

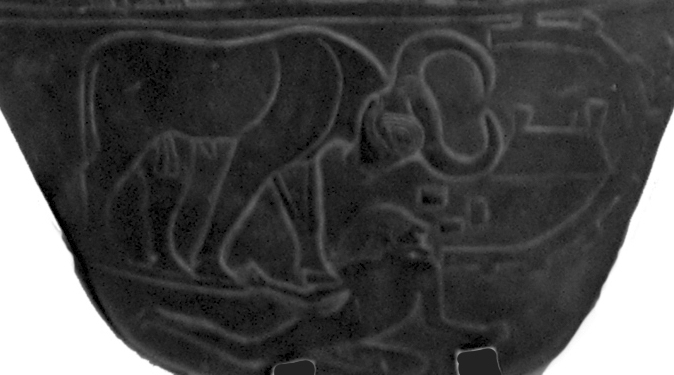
Detail der Narmer-Palette mit der Darstellung eines Walls

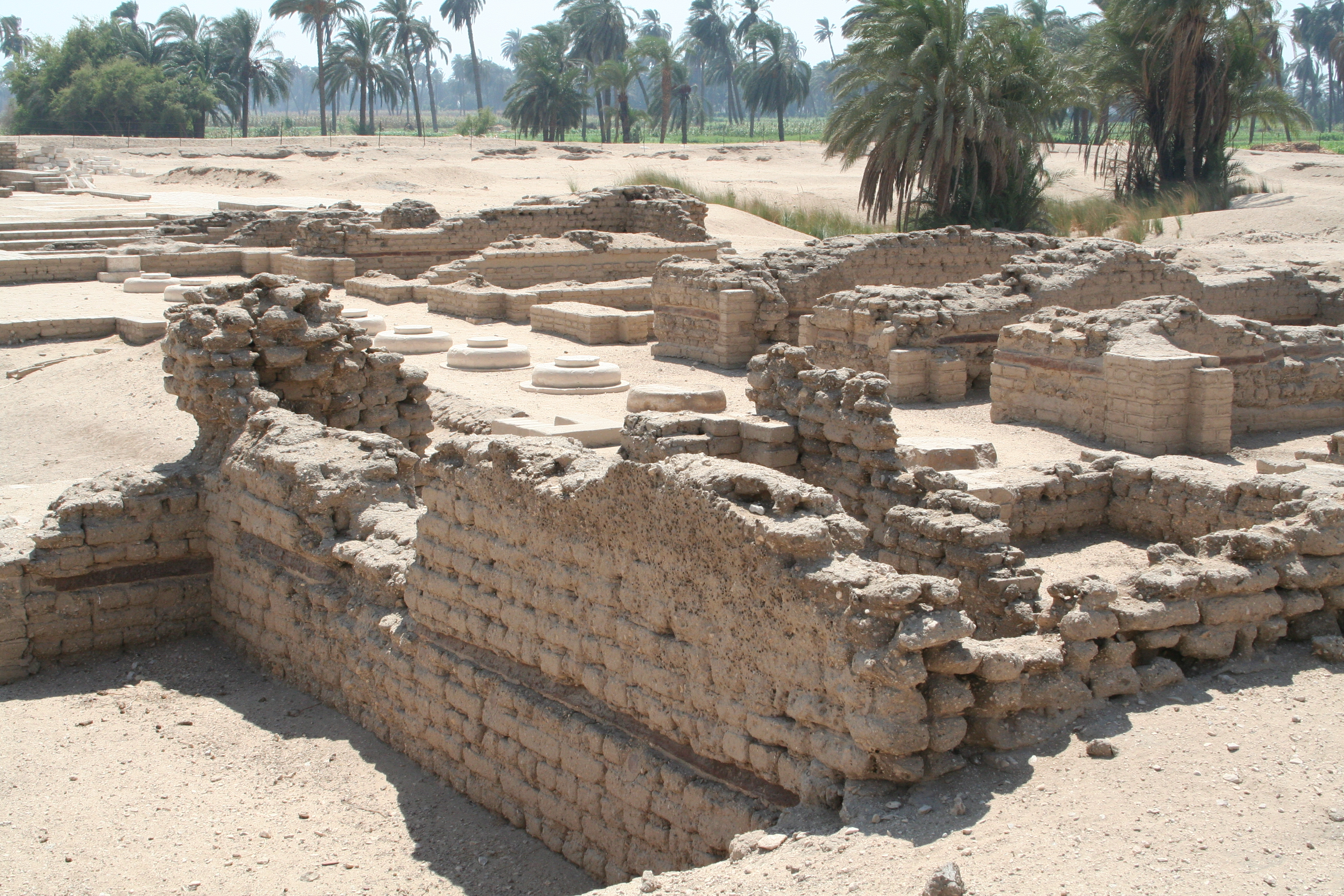
Ruinen eines altägyptischen Lehmziegelgebäudes in Amarna (Nordpalast)

Vielleicht durch die neue, sesshafte Lebensweise wurde mit dem Nilschlamm ein neuer Baustoff bestimmend, der die Entwicklung der ägyptischen Wohnkultur entscheidend bestimmte. Der Weg vom Mattenbau zum Ziegelbau führte möglicherweise über verschiedene Zwischenstufen, die teilweise in den einfachen Bauausführungen der heutigen Fellachen noch wiederzuerkennen sind, oder es gab von Anfang an ein Vermischungsprozess der verschiedenen Bauformen. An Stelle der Matteneinlagen in den Wänden wurden zunehmend eingegrabene Rohr- oder Strohwände errichtet, die an beiden Seiten zum Schutz gegen Wärme und Kälte dicht mit Schlamm bestrichen wurden.
Vorläufer bzw. Nebenform des lufttrockenen Ziegels ist die sogenannte Lehmpatze. An die Stelle der mit Nilschlamm bestrichenen Wände traten freihändig geformte, unregelmäßige Schlammpatzen, denen geschnittenes Stroh für den besseren Zusammenhalt beigemischt wurde. Die daraus gebauten Wände waren aus konstruktiven Gründen leicht geböscht, was sich in der Baukunst zum Beispiel an den Wänden der Pylonen und Mastabas erhalten hat, obwohl diese Art der Wände im eigentlichen Ziegelbau nicht mehr notwendig war. Als man den Lehmpatzen regelmäßige, kantige Formen gab, war der Lehmziegel erfunden. Vermutlich wurden die ersten Ziegel vergleichbar mit dem heutigen Torfstechen hergestellt, indem sie aus einer gleichmäßigen Schlammschicht ausgestochen wurden.
In einem der prädynastischen Gräber in el-Amrah, etwa 10 km südöstlich der Königsgräber von Abydos gelegen, wurde ein Tonmodell gefunden, das ein Haus darstellt, dessen Wände offensichtlich aus Lehmpatzen geschichtet sind. Dazu ist zwar kein Dach erhalten, sicherlich war es aber mit Ästen bedeckt, auf die Schichten aus dünnen Zweigen und verriebenem Schlamm gelegt wurden.
Es ist schwierig festzustellen, wann genau die Verwendung des Ziegels in Ägypten einsetzte. Für die 1. Dynastie ist mit den Mastabas von Sakkara und Naqada bereits eine hoch entwickelte Lehmziegelarchitektur nachgewiesen, die sicherlich gute Kenntnisse und eine gewisse Erfahrung mit dem Baumaterial erforderte. Für die Zeit davor gibt es aber wenig Hinweise. Vielleicht halfen auch Einflüsse aus Mesopotamien, die neue Bauweise in den ersten Dynastien voranzutreiben. Aus den Darstellungen auf Paletten, Elfenbeintäfelchen und Lehmverschlüssen lässt sich schließen, dass die Ägypter bereits in der Nazada-II-Zeit Ziegel in großem Umfang als Baumaterial verwendeten. Darstellungen von Wällen, die nur aus Ziegeln errichtet sein konnten und eine gewisse Größe und Stärke aufweisen mussten, zeigen zum Beispiel die Tehenu-Palette und die Narmer-Palette, die vermutlich aus der Naqada-III-Zeit stammen.
Archäologisch konnten Ziegelbauten aus prädynastischer Zeit nur in Naqada nachgewiesen werden, wo Petrie eine Stadt aus der Naqada-I-II-Zeit entdeckte. Man war damals bereits mit dem Errichten von Lehmziegel-Gebäuden vertraut und auch die Gräber wurden gelegentlich mit Ziegeln ausgekleidet, wenn auch mit einer gewissen Nachlässigkeit. Die Größe und Qualität der Ziegel unterschied sich stark: von schlecht gefertigten etwa 28 × 11,5 × 7,6 cm großen bis regelmäßigeren Formen einer Größe von etwa 28 × 15,2 × 10,2 cm. Ein dicker Wall im nördlichen Teil der Stadt war vermutlich Teil einer Befestigungsanlage. Leider sind keine spezifischen Architektur-Details dieser Stadt vorhanden, Petries Beschreibung lässt aber vermuten, dass die Ruinen eine beachtliche Größe aufwiesen.
Ab der ersten Dynastie blühte die monumentale Ziegelarchitektur: Es entstanden Paläste, Götterfestungen und Talbezirke in Abydos, Hierakonpolis, Memphis und im Delta und Mastabas mit komplizierter Nischengliederung in Naqada, Abydos, Bet Challaf und Sakkara. Schon in 1. Dynastie und besonders in 12. Dynastie entstanden gewaltige Ziegelfestungen in Ägypten und Nubien. Ab dem Mittleren Reich wurden die Göttertempel zunehmend in Stein gebaut beziehungsweise umgewandelt, es existierten aber auch weiterhin Ziegeltempel oder Nebenanlagen wie Umwallungen und Magazine wurden weiterhin in Ziegeln errichtet. Besonders in der Spätzeit entstanden Tempelumwallungen mit gewaltigen Dimensionen mit Mauerstärken von bis zu 30 m und 600 m Seitenlänge. Ab Sesostris II. wurden außerdem die Kerne von Pyramiden mit Lehmziegeln aufgeschichtet.
Gebrannte Lehmziegel waren bis in die römische Zeit eher unüblich, trotzdem muss Herstellungstechnik und Wirkung solcher Ziegel bereits sehr früh bekannt gewesen sein. Lange Balken gebrannten Lehms wurden bereits im prädynastischen Abydos und Mahana für Backöfen verwendet. Wenn diese auch nicht als Ziegel bezeichnet werden können, so zeigen sie, dass man sich bereits der Tatsache bewusst war, dass Lehmziegel durch das Brennen gehärtet werden konnten. Sicherlich konnte man diesen Effekt auch bei (beabsichtigten oder unabsichtlichen) Bränden in Häusern beobachten. Gebrannte Ziegel kamen erstmals im Mittleren Reich in den nubischen Festungen Buhen und Schalfak als Pflasterung zum Einsatz. Dieser 30 × 30 × 5 cm großen, gebrannten Pflasterziegel wiesen eine größere Haltbarkeit und Wetterresistenz auf. Daneben fand man auch Straßenpflaster aus gebrannten Ziegeln in Al-Lahun. Vermehrt wurden sie aber erst ab der 21. Dynastie verwendet und waren erst ab der 2. Hälfte des 1. Jh. v. Chr. gebräuchlich und wurden erst in der Gegenwart durch Kunststein und Beton abgelöst.
Das Format der Ziegel variierte sowohl zeitlich als auch lokal, was eine Datierung auf Grund der Größe nur schwer möglich macht. Trotzdem kann es nach Spencer unter gewissen Bedingungen zur Datierung herangezogen werden, es gilt aber zu beachten, dass die gleiche Größe zu verschiedenen Zeiten auftreten konnte. Spencer unterscheidet in der Größe zwei Gruppen: große Ziegel für wichtige öffentliche Gebäude und kleine Ziegel für Häuser und kleinere Privatgräber. Überlappungen der Formate kamen gelegentlich vor. So wurden schon große „offizielle“ Ziegel in Häusern gefunden – meist als Wiederverwendung aus offiziellen Gebäuden. Schwieriger ist die Beurteilung kleiner Ziegel in offiziellen Gebäuden. Trotzdem bleibt die Trennung ziemlich eindeutig. Spencer stellt in der Entwicklung der Ziegelgröße folgende Grundtendenz fest: in der archaischen Periode waren alle Ziegel klein, dann gab es einen Anstieg in der Größe bis ins Mittlere Reich, worauf eine Fluktuation bis in die 26. Dynastie folgte und schließlich eine Abnahme bis in die moderne Zeit.
Auch in Al-Lahun treten beide Ziegelformate auf. Felix Arnold hält fest, dass in einer ersten Bauperiode die großen Ziegel verwendet wurden, da Al-Lahun ursprünglich ein staatliches Bauprojekt war. Später kam das kleinere Format zum Einsatz: „Nachdem die Wohngebäude dann in privates Eigentum übergingen, waren auch alle erforderlichen Baumaßnahmen weitgehend Sache privater Bauherrn und wurden in der für Siedlungen üblichen Bauweise ausgeführt.“

### Herstellung und Verband

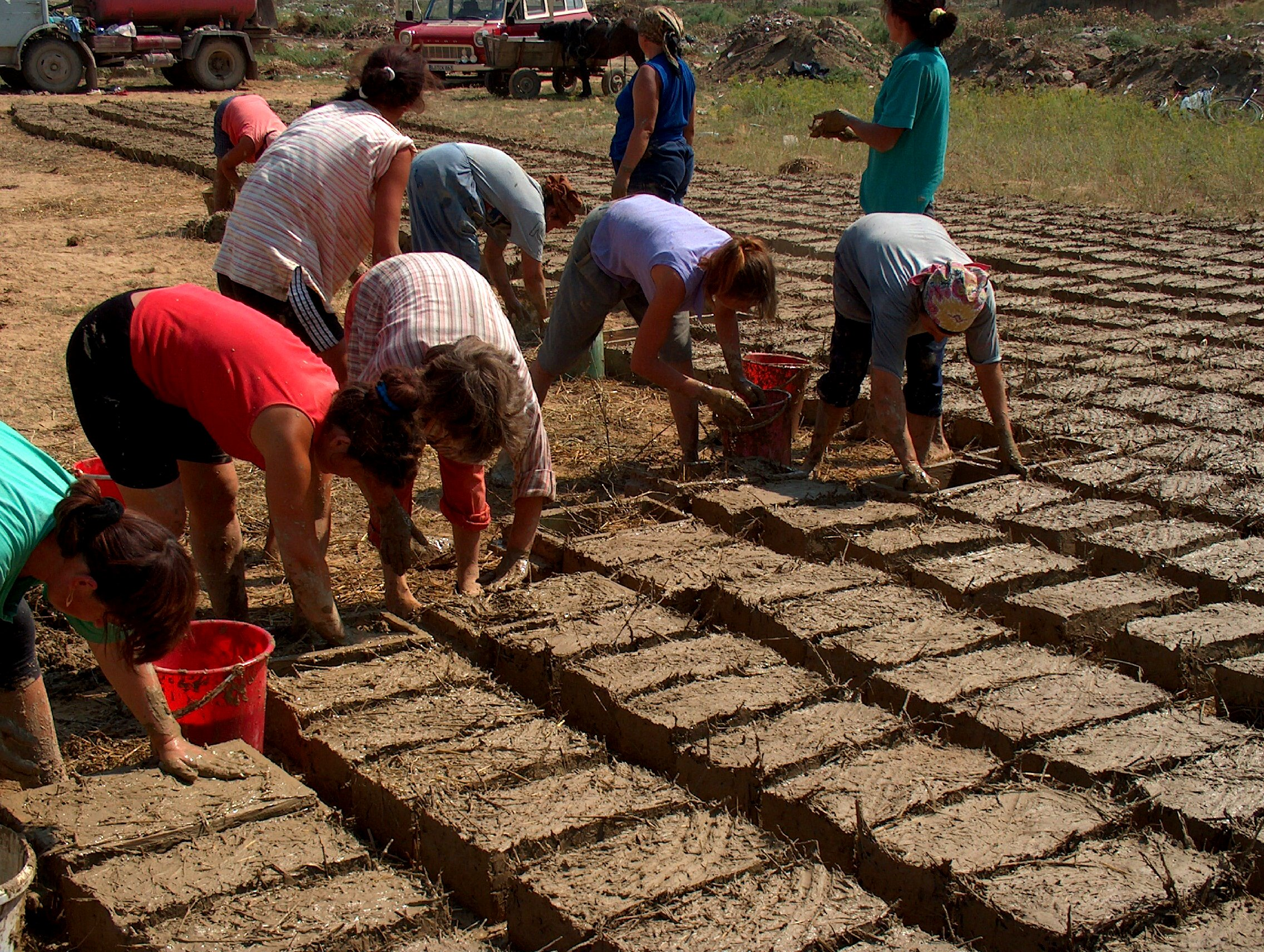
Moderne Lehmziegelherstellung in Rumänien

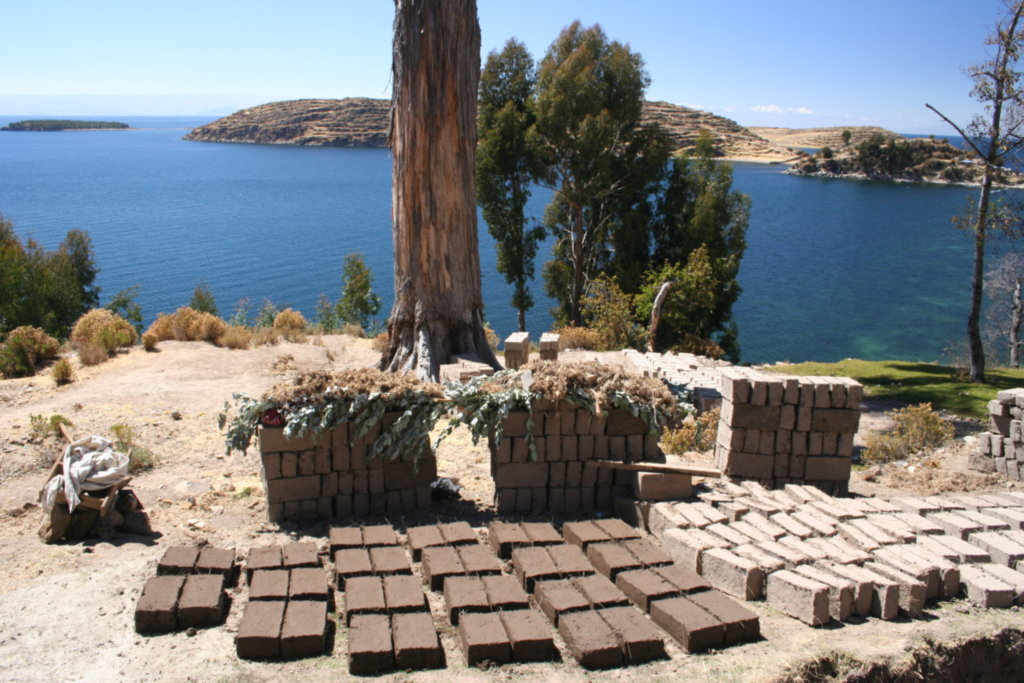
Beispiel für das Trocknen von Lehmziegeln in der Sonne (hier auf der Sonneninsel (Isla del Sol), Titicacasee, Bolivien)

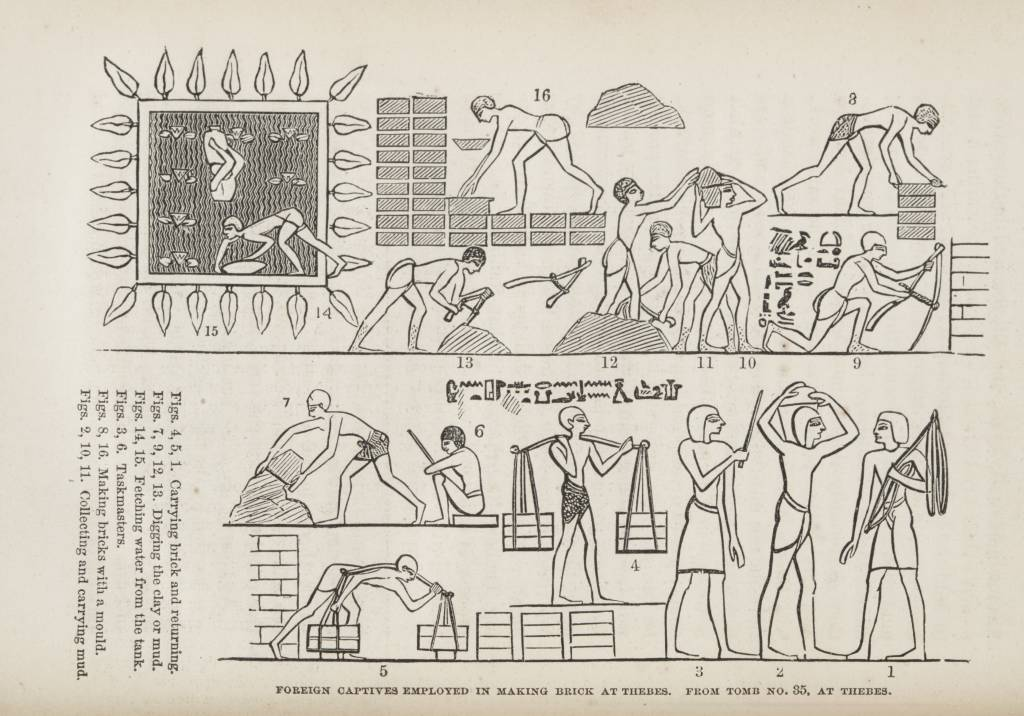
Altägyptische Darstellung der Lehmziegelherstellung aus dem Grab des Rechmire (TT100)

Die Ziegel wurden im Alten Ägypten mit Holzformen hergestellt, was aus Darstellungen und archäologischen Funden hervorgeht und wie es teilweise noch heute der Fall ist, außer dass bei den Formen die Verbindungen mit Nägeln anstatt mit Zapfenverbindungen zusammengehalten werden. Zur besseren Handhabung ragt auf einer Seite ein Griff heraus. Im Sudan findet sich die Herstellungsmethode noch heute und auch in der ländlichen Architektur Ägyptens war der Nilschlamm bis vor kurzem für Jahrtausende das Baumaterial. Der Assuan-Staudamm verhindert nun die jährliche Nilschwemme und damit auch den Nachschub der Schwebesedimente, die jetzt im großen Staudamm abgelagert werden. Damit ist die ländliche Architektur ein Opfer des neuen Staudamms. Außerdem haben die ägyptischen Behörden die Verwendung des Nilschlamms verboten, um das bestehende Ackerland zu erhalten. Allerdings vergrößern sich die Siedlungen mit dem Ausbleiben der Überschwemmung erst recht auf Kosten des Ackerlands.
Zur Herstellung wird der feuchte Nilschlamm mit dem zerhackten Stroh und Sand vermischt, in eine Holzform gedrückt und von Hand geglättet. Der Hersteller löst dann die Form vom Ziegel und lässt den nassen Ziegel auf dem Boden. Dieser Prozess wird so lange wiederholt, bis die ganze Fläche mit nassen Ziegeln ausgefüllt ist, mit nur der Dicke der Holzform als Abstand zwischen ihnen. Die Ziegel werden in diesem Zustand drei Tage zum Trocknen liegen gelassen, dann gewendet und nach etwa einer Woche sind sie hart genug, um auf einen Haufen gestapelt zu werden.
Im Mauerinnern finden sich seit der 1. Dynastie gelegentlich in regelmäßigen Abständen Einlagen von Matten, die das Reißen eines Ziegelblockes beim Trocknen und Setzen verhindern sollen. Zum Schutz gegen das Wetter werden die Ziegelmauern noch mit Nilschlamm verputzt oder gemeißelt. Nach Schätzungen Arnolds sind heutzutage vier Arbeiter imstande, täglich 3000 Ziegel des heutigen (kleineren) Formates herzustellen. Das spezifische Gewicht eines Ziegels wird auf 1250–1650 kg/m³ geschätzt, womit ein gewöhnlich großer Ziegel etwa 5 kg wiegt.
Die aussagekräftigsten Darstellungen zur Ziegelherstellung stammen aus dem Grab des Rechmire (TT100) in Theben. Es geht aus ihnen eindeutig hervor, wie die Ziegelreihen mit Holzformen hergestellt werden. Die Inschrift beschreibt die Szene folgendermaßen: „Ziegel-Herstellung um ein neues Lagerhaus des Karnak-Tempels zu bauen.“
Die Ziegel wurden in Nilschlamm oder nur trockenen Sand verlegt, die Verwendung von Mörtel war selten. Als Binder diente also mehr oder weniger dasselbe Material, das auch für die Herstellung der Ziegel verwendet wurde. Meistens begnügten sich die Ägypter mit wenigen Ziegelverbänden, bei denen der regelmäßige Wechsel von Läufer- und Binderschichten überwog. Dieser Verband wurde zu allen Zeiten, vor allem für dünne Wände verwendet, manchmal auch für dicke Mauern wie Umfassungsmauern. Im Innern der Mauern wurden regelmäßig Binder angelegt. Ebenfalls im Mauerinnern konnte ein Fischgrätverband zur Verkürzung der Mauerstärke eingesetzt werden. Das Mauerfundament ruhte oft auf einer Rollschicht.
Im Wohnbau wurden ab der 13. Dynastie und ab König Nektanebos I. auch Tempelumfassungen mit auf- und abschwingenden Lagerfugen gebaut, vermutlich um bei größeren Höhen ein Ausbrechen der Ecken zu verhindern. Die sogenannten Wellenmauern haben jeweils konvexe und konkave Lagerfugen und erscheinen dadurch wellenförmig. Die Ziegel werden durch den durch die Wellenkonstruktion erzeugten Seitendruck im Verband gehalten. Als sekundäre Ausdeutung der „Wellen“ wurde auch schon eine Darstellung des Urozeans angenommen.

## Steinbau

### Entwicklung

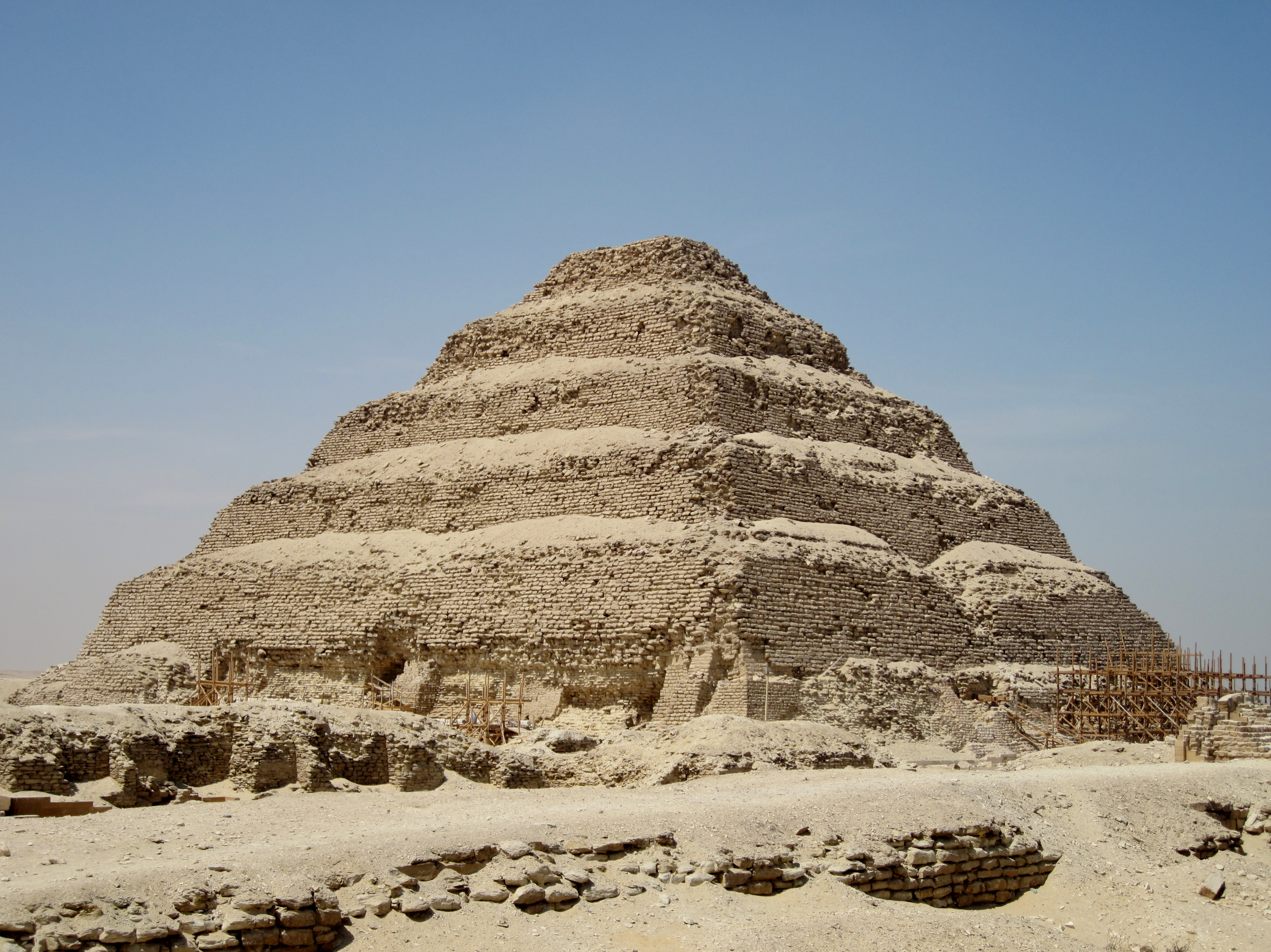
Die Djoser-Pyramide: Höhepunkt des frühen Steinbaus zu Beginn der 3. Dynastie

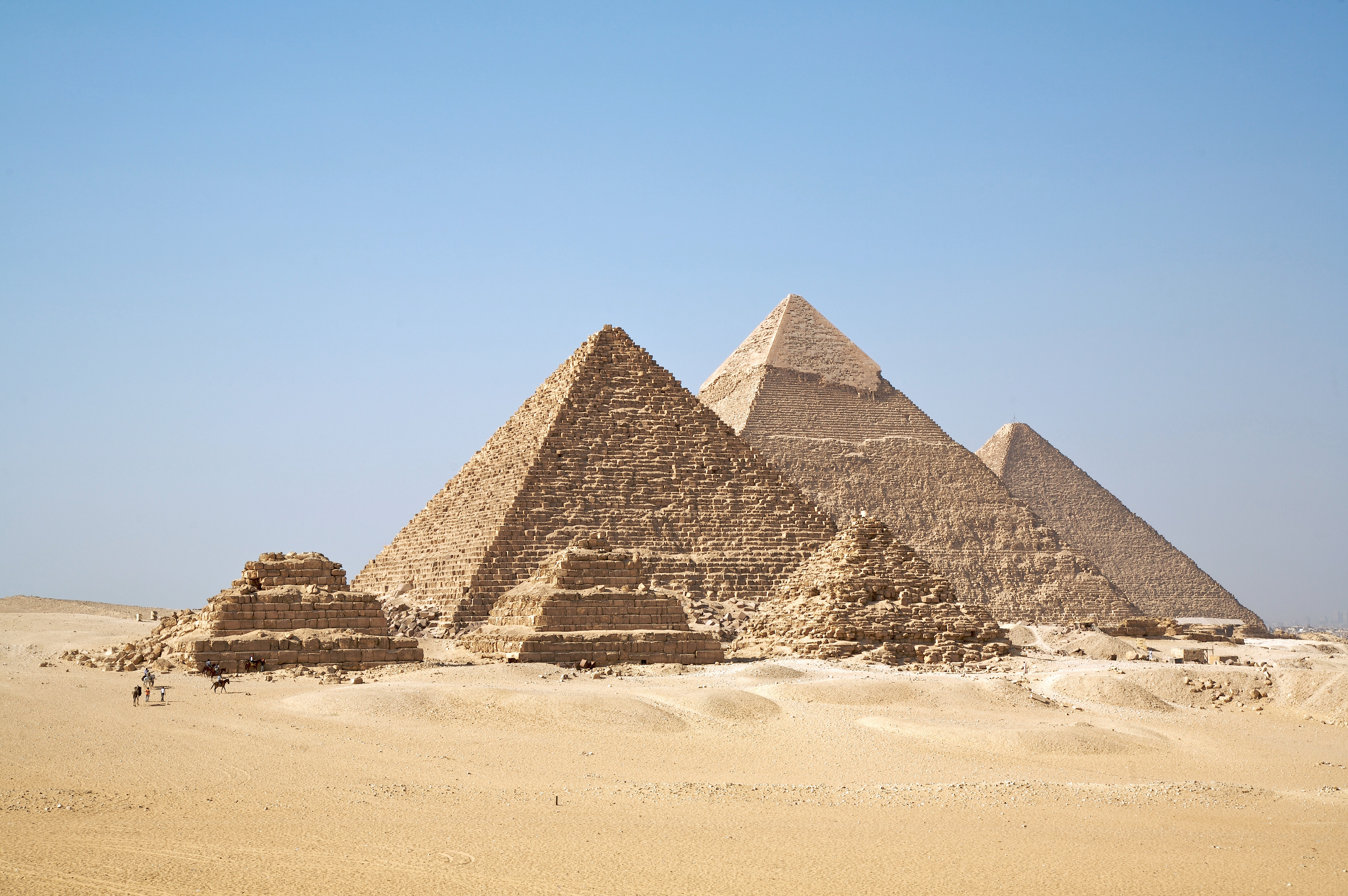
Die Pyramiden von Gizeh: Höhepunkt des ägyptischen Steinbaus in der 4. Dynastie

Die wichtigste Bautechnik war bis in die ptolemäisch-römische Zeit der Lehmziegelbau, demgegenüber blieb der Steinbau für alle Zeit ein Luxus für Bauten mit Ewigkeitsansprüchen wie Gräber und Tempel, in der Absicht, „den Fortbestand des Gottkönigtums und der göttlichen Mächte zu sichern“.
Die ägyptische Steinarchitektur geht nicht wie in anderen Kulturen bis in die Jungsteinzeit zurück. Der älteste bekannte Bergtempel aus Stein befindet sich in Göbekli Tepe (heutige Türkei) und ist über 12.500 Jahre alt.
In Ägypten kam es etwa ab der 1. Dynastie zur Einführung des Steinbaus. Der Boden der Grabanlage des Königs Den (Tomb T) in der Nekropole Umm el-Qaab war bereits mit rotem Assuan-Granit ausgelegt. Eine weitere wichtige Station in der frühen Entwicklung des monumentalen Steinbaus sind die Gräber in der Nekropole von Helwan aus der 2. Dynastie, deren Wände des Unterbaus in wenigen Fällen bereits mit monolithischen Steinplatten verschalt wurden, was hier möglicherweise auf ein größeres Sicherheitsbedürfnis für die Bestattung und Beigaben des Inhabers hinweist. Im königlichen Bereich wurde nach Angaben der Annalen des Alten Reiches (Palermostein) im 13. Jahr des Chasechemui ein Steinbauwerk namens Men-Netjeret erbaut. Im Abydos-Grab dieses Königs fanden sich eine Grabkammer mit Kalksteinplatten gepflastert, Wände mit Blockmauerwerk verkleidet und in Heliopolis Granittürrahmen. Ebenfalls aus der zweiten Dynastie stammen riesige, steinerne Talbezirke und Grabbauten der Könige in Sakkara. Höhepunkt des frühen Steinbaus war zu Beginn der 3. Dynastie der Djoser-Bezirk. Hier tritt eine noch nicht dagewesene Monumentalität des Steinbaus kometenhaft in Erscheinung. Fast alle architektonischen Merkmale dieser neuen Bauweise waren eine Übertragung der vorher bereits vorhandenen Bauformen mit anderen Materialien in Stein, zum Beispiel Umfassungsmauern, Scheintüren und verschiedene Säulenformen. Auch die Konstruktionsmethoden orientierten sich zunächst an der Lehmziegelbauweise, so wurden etwa bei der Djoser-Pyramide kleine, regelmäßige Blöcke in der Art der Lehmziegel verlegt. Aber schon wenige Generationen später, in der Zeit von Snofru, Cheops und Chephren, nahmen die Pyramiden und Pyramidentempel gigantische Dimensionen an und wurden mit Blöcken errichtet, die bis zu 200 t wogen.
Seit Djoser wurden alle königlichen Grabbezirke in Stein ausgeführt, bei den Göttertempeln blieb dies zunächst die Ausnahme. Erst ab dem Mittleren Reich wurden auch Göttertempel vorwiegend aus Stein umgesetzt. Auch im privaten Mastababau wurde ab dem Ende der 3. Dynastie immer häufiger Kalkstein zunächst als Verkleidung von Kultkapellen, später auch als Mastabakern verwendet. Granit ist von der 3. bis zur 12. Dynastie das bevorzugte Baumaterial für königliche Grabkammern und deren Zugänge, etwa als Verkleidung von Pyramiden- und Tempelwänden.

### Steinbearbeitung

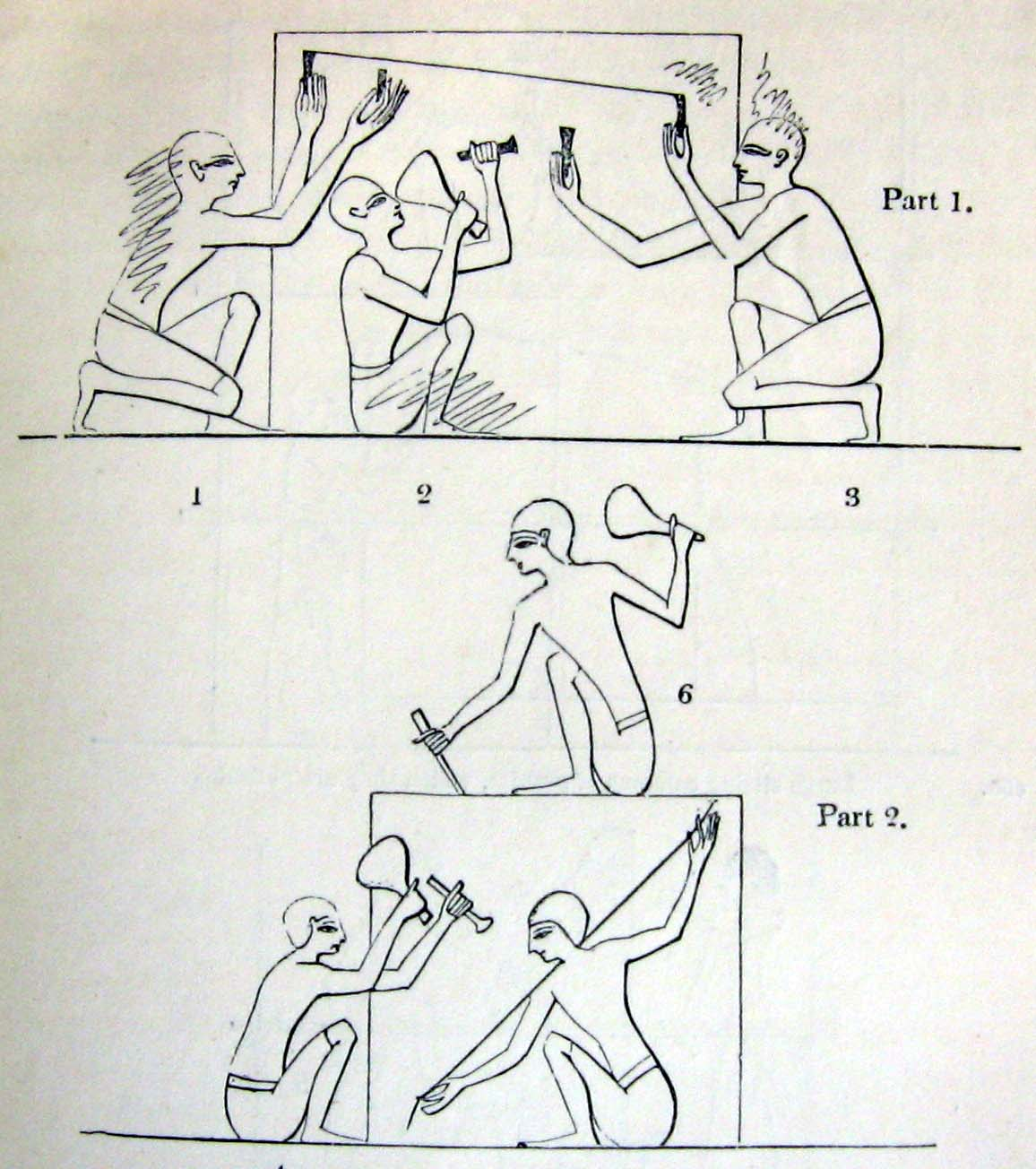
Steinbearbeitung mit Kupfermeißel nach einer Darstellung im Grab des Rechmire

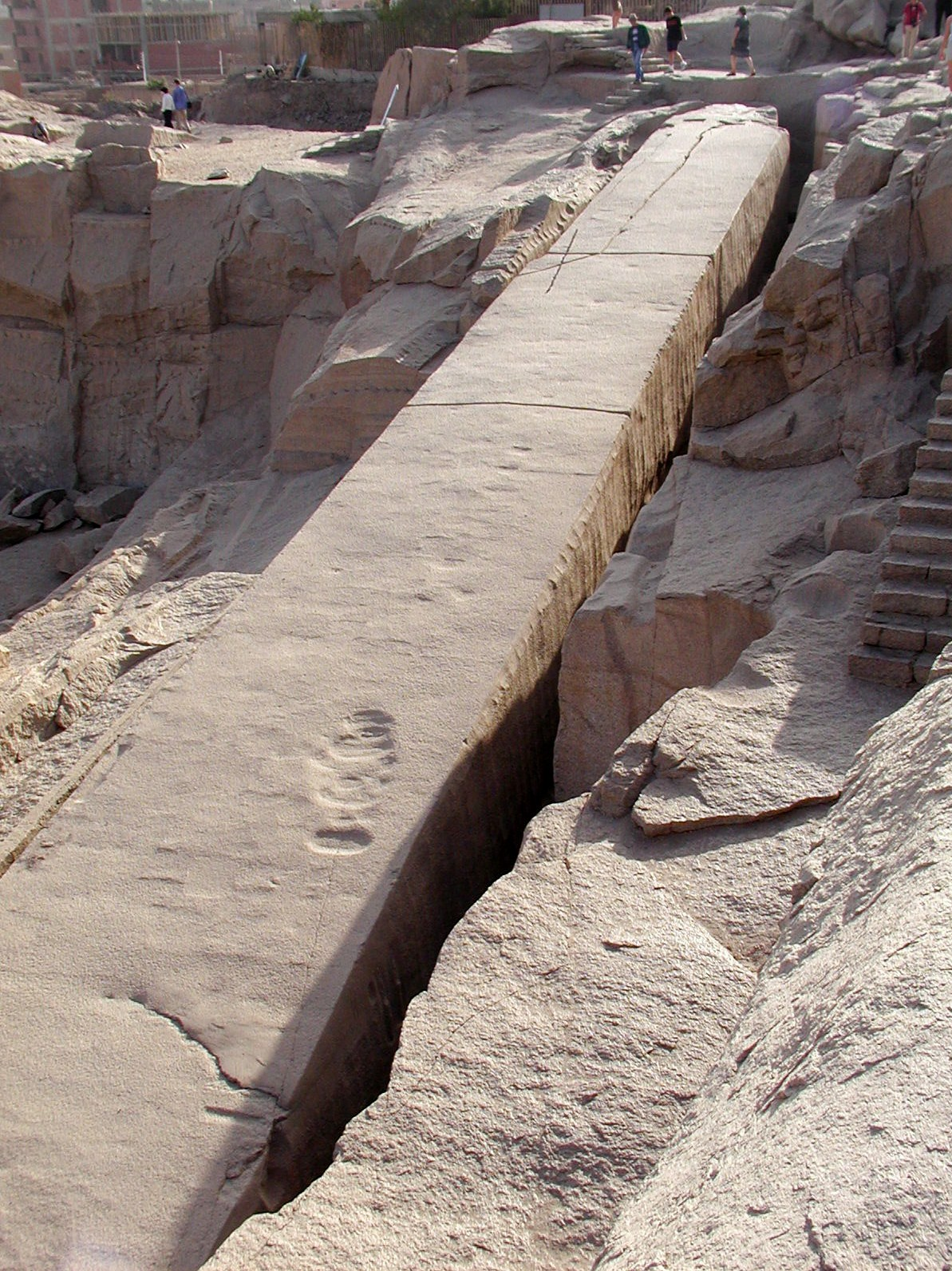
Unvollendeter Obelisk von Assuan

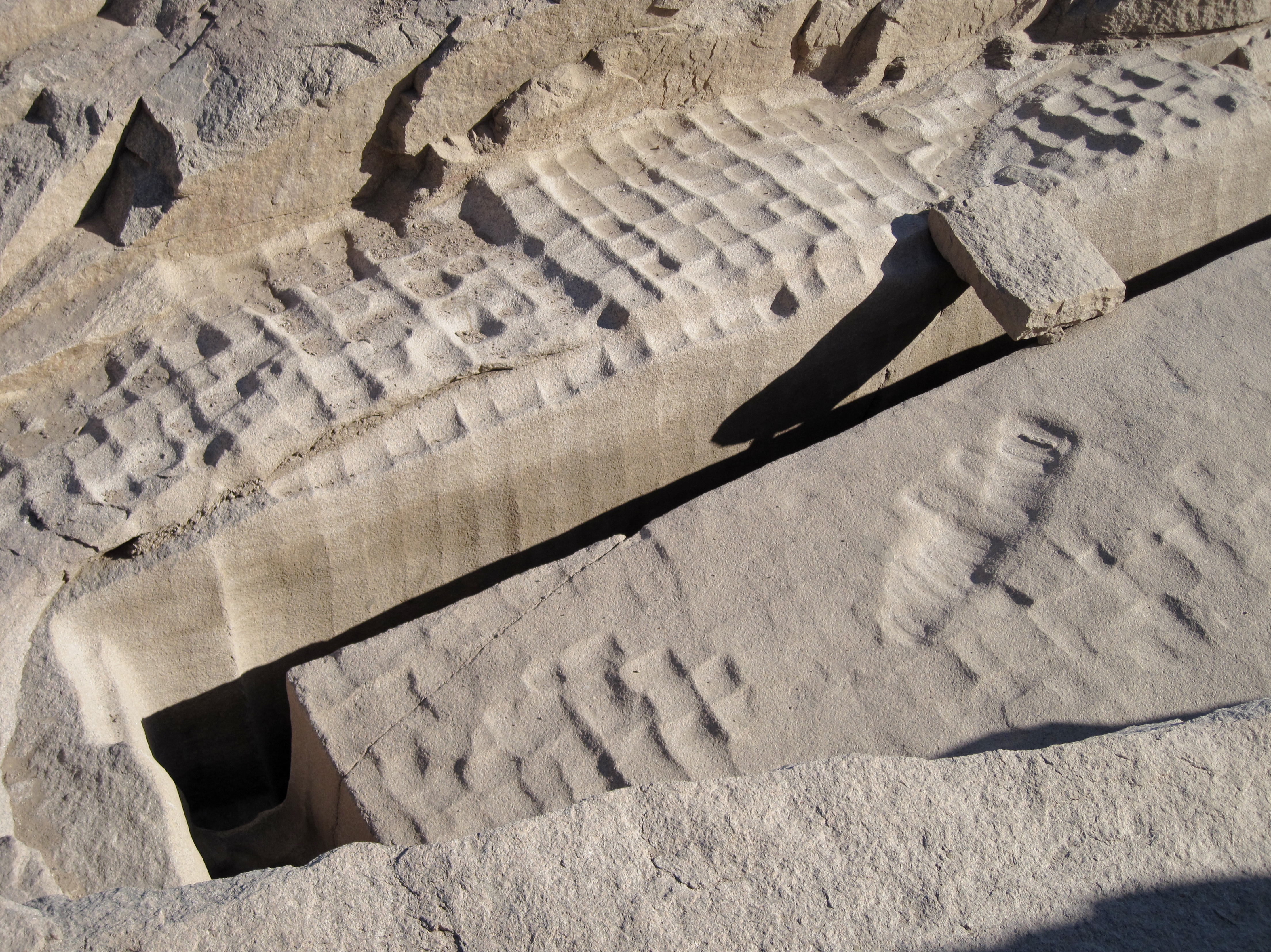
Freilegungsspuren beim unvollendeten Obelisken von Assuan

Untersuchungen altägyptischer Werkzeuge, deren Spuren auf den Werksteinoberflächen von unfertigen Monumenten und Tests zur Härte ägyptischer Werkzeuge haben gezeigt, dass die ägyptischen Steinmetze in der Lage waren, weichere Steine mit Kupfer-Werkzeugen zu beschneiden, härtere jedoch mit Stein-Werkzeugen zurechthauen mussten. Nach Dieter Arnold wurden Kalkstein, Sandstein und Alabaster mit Kupfer-Werkzeugen bearbeitet, während für Granit, Quarzit und Basalt Stein-Werkzeuge notwendig waren.
Untersuchungen von Denys Stocks in der experimentellen Archäologie zeigten eine wesentlich tiefere Grenze (bezüglich der Härte) für die Verwendung von Kupfer-Werkzeugen. Er stellte Kupfer-Werkzeuge mit den alten Methoden her und testete diese an neun verschiedenen Gesteinen, von weichem Sandstein bis zu hartem Diorit. Seine Ergebnisse waren, dass diese Werkzeuge roten Sandstein mit Leichtigkeit, weichen Kalkstein mit relativ seltenem Nachschärfen der Werkzeuge und Alabaster mit häufigem Nachschärfen bearbeitet werden konnten. Die härteren Sand- und Kalksteine (nicht zu sprechen von den noch härteren Gesteinen) konnten mit seinen Werkzeugen kaum bearbeitet werden. Stocks schloss daraus, dass diese Gesteine nur mit Steinwerkzeugen bearbeitet werden konnten und der Gebrauch von Metallwerkzeugen (zumindest bis zur Einführung des Eisens) wesentlich weniger häufig war, als bisher angenommen.
Laut Arnold widersprechen jedoch zwei weitere Quellen zur Steinbearbeitung dieser Annahme: Die Steinmetze, die im Grab des Rechmire dargestellt sind, benutzten offensichtlich Kupfermeißel, die mit einem hölzernen Knüpfel geschlagen wurden. Die Bearbeitungsspuren auf zahlreichen unfertigen oder ungeglätteten Kalksteinblöcken aus dem Alten und Mittleren Reich, weisen solch ausgeprägt rechteckförmige Formen mit scharfen inneren Ecken auf, wie sie nur von Kupferwerkzeugen stammen können. Hinzu kommt die archäologische Fundlage, die weit mehr Kupfermeißel überliefert, während Steinmeißel mit einer schneidenden Kante seltener sind. Es gibt auch Hinweise dafür, dass die Decksteine der Bootsgruben der Cheops-Pyramide mit Kupferwerkzeugen geglättet wurden. Kleine Fragmente korrodierten Kupfers steckten an verschiedenen Stellen in den Blöcken, die offensichtlich abgebrochene Kanten der Werkzeuge sind, die zur Bearbeitung der Gesteine benutzt wurden.
Von Anbeginn unterscheidet sich die Gewinnung von Hartgesteinsblöcken grundlegend: Statt Metallmeißel verwendete man scharfkantige harte Steinbrocken (meist aus Dolerit), mit denen man Splitter vom Gestein abschlug. Dabei rundeten sich diese Steinhämmer allmählich ab und wurden als Werkzeuge unbrauchbar beziehungsweise mussten nachgeschärft werden. Mit diesen Steinhämmern wurden Rinnen in den Felsgrund geschlagen, um den Block zu lösen. Bei den Steinhämmern handelte es sich ursprünglich um birnenförmige Hammersteine, die aber immer runder wurden, je öfter der Steinmetz sie zur Nutzung einer neuen Schlagecke verwendete. Da sie etwa vier bis sieben Kilogramm wogen, mussten beide Hände benutzt werden. Völlig abgerundet waren sie als Werkzeuge nicht mehr zu gebrauchen, da aber einige von ihnen unter Sarkophagen gefunden wurden, ist zu vermuten, dass sie noch als primitive Kugellager Verwendung fanden. Sicherlich stellten sich bei der Bearbeitung der Hartgesteine den Steinmetzen viele technische Schwierigkeiten, weshalb sie nur äußerst sparsam Verwendung fanden und oft nur an den sichtbaren Seiten bearbeitet wurden.
Die Ägypter gingen – trotz leichter Verfügbarkeit – sparsam mit dem Baustein um und zogen es vor, „in langwieriger Arbeit komplizierte, schräge Fugenflächen aneinanderzupassen anstatt überstehendes Gestein auf Quaderform abzuarbeiten“. Ein Block wurde nicht als vorgefertigter Quader fürs Mauerwerk hergestellt, sondern individuell für die bestimmte Stelle im Verband zugehauen. Die Blöcke wurden roh aus dem Steinbruch geliefert, zunächst wurden die beiden Seiten geglättet, die beim Verlegen mit dem vorhandenen Mauerwerk in Berührung kamen (Unterseite und Schmalseite), die zweite Schmalseite wurde erst bearbeitet, wenn der nachfolgende Block seitlich eingepasst wurde, die Oberseite, wenn die folgende Steinlage aufgesetzt wurde. Die Rückseite wurde oft überhaupt nicht geglättet, die Vorderseite erst nach Vollendung eines Gebäudes. Die Bearbeitung von Hartgesteinen wurde auf der Baustelle vermieden. So wurden zum Beispiel Hartgesteinsblöcke, Architrave und Obelisken bereits im Steinbruch gefertigt.
Zu den verwirrendsten technischen Fragen gehört, wie die Ägypter Stein bohren und sägen konnten, der so hart war wie Basalt und Granit, da man diese mit einem Material bearbeiten musste, das mindestens so hart ist wie Quarz, das härteste der Minerale, aus denen sich Granit zusammensetzt. Vermutlich wurde ein Kupferbohrer bzw. eine Kupfersäge benutzt, in Verbindung mit einem Schleifgemisch aus Wasser, Gips und Quarzsand. Die Kupferklinge diente lediglich der Führung, das eigentliche Schneiden besorgte der Quarzsand. Beispielsweise beim Totentempel der Cheops-Pyramide ist noch in den tiefen Einschnitten der Basaltblöcke ein vom Kupfer grün gefärbtes Gemisch erkennbar.

### Steinbruch

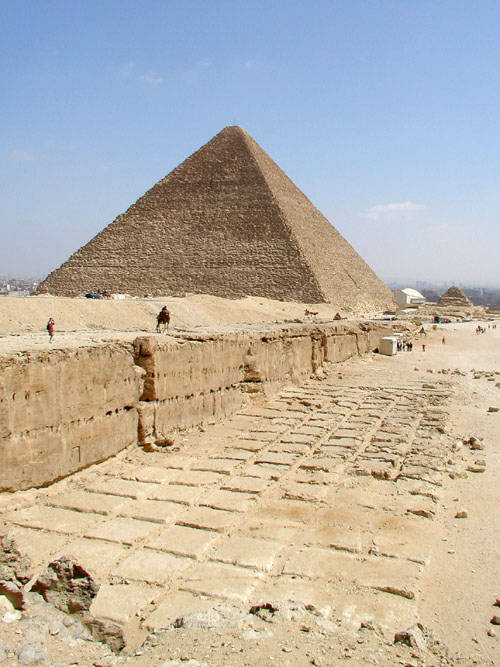
Steinbrüche bei der Chephren-Pyramide

Die Identifikation und Herkunftsbestimmung der im Alten Ägypten verwendeten Gesteine wurde besonders durch Rosemarie und Dietrich Klemm vorgenommen. Frühere Daten dazu bezogen sich weitestgehend auf Steinbrüche, in denen inschriftliche oder sonstige ikonographische Befunde vorliegen. Der überwiegende Teil der pharaonischen Steinbrüche blieb aber inschriftlos. Weit ausgedehnter untersuchten Rosemarie und Dietrich Klemm die Steinbrüche mit petrographischen Methoden. Weitere Datierungskriterien erarbeiteten sie anhand der Meißelspuren an den Steinbruchwänden und an rohen Flächen der Denkmäler, um daraus Korrelationen herzuleiten. Teilweise konnte dieses Schema auch bei Calcit-Alabastersteinbrüchen herangezogen werden.
Zu beiden Seiten des Niltals finden sich Kalkstein- und Sandsteinabbrüche und in Assuan tritt der Rosengranit zu Tage, was einen relativ leichten Transport per Schiff ermöglichte. Andere Gesteinsbrüche erforderten eine entsprechende Infrastruktur und konnten nur durch Expeditionen auf dem Landweg erreicht werden, etwa die Alabastersteinbrüche von Hatnub (17 km östlich von Amarna), die Basaltbrüche des Gebel Qatrani (10 km westlich des Faijumsees), die Hartgesteinsbrüche des Wadi Hammamat (bis zu 100 km östlich von Qina) und die Gneisbrüche von Toschke (80 km vom Nil). In der Pyramidenzeit lagen bedeutende Steinbrüche bei Tura und Ma’sara, südöstlich Kairos und in Mittelägypten, die großen Sandsteinbrüche des Neuen Reiches am Dschabal as-Silsila, nördlich von Assuan.
Der größte Anteil des Materials für den Pyramidenbau wurde aber unmittelbar an der Baustelle gebrochen. Lage und Art des örtlichen Gesteins dürften für die Pyramidenbauer eine wesentliche Überlegung gewesen sein. So lag das Hauptsteinbruchgebiet der Cheops-Pyramide etwa 300 m südlich davon. Eine geochemische Analyse von Gesteinsproben hat gezeigt, dass auch Steinmaterial von einem Abbaugebiet an der Abbruchkante östlich der Pyramide, von einem Abbaugebiet im südöstlichen Bereich des Plateaus und ein kleiner Teil von einem unbestimmten Abbaugebiet stammte.
Die Steinbruchstechnik bestand sowohl bei Weich- als auch bei Hartgesteinen darin, die Blöcke durch Schrotgräben vom umgebenden Fels zu isolieren, vom Untergrund abzusprengen und dann aus ihrem Bett herauszuziehen. Dies erforderte im Alten Ägypten ungemein breite und tiefe Kanäle um die Blöcke. Da die antiken Steinhauer nur Stein-, Holz- und Kupferwerkzeuge hatten, mussten sie die Blöcke mit großen hölzernen Hebeln loswuchten und brauchten sehr viel Spielraum. Der Materialverlust beim Brechen der Steine wird auf bis zu 30 bis 50 Prozent geschätzt. Wertvolle Hinweise liefert zum Beispiel das dreieckige Felsgebiet zwischen dem Hauptsteinbruch des Cheops und dem Sphinx in Giza, wo sich noch von den Steinbrucharbeitern der 4. Dynastie liegen gelassene Blöcke finden: „Die großen Bruchblöcke wurden durch schmälere Rinnen unterteilt, die gerade so breit waren, dass ein Arbeiter, der sich mit dem Pickel einen Weg bahnte, darin stehen konnte. An einigen Stellen sind noch Blöcke, wie man sie für die Kernwände der Chephren-Tempel verwendete, fast losgelöst vom Fels stehen geblieben.“
Zunächst erfolgte der Abbau im Tagebau, war das gute Material erschöpft, musste es unter Tage herausgefördert werden. So entstanden in Tura, Mittelägypten und am Dschabal as-Silsila kilometerweise Steinbruchsfronten mit Toren zu eindrücklichen unterirdischen Hallen, die von mächtigen Pfeilern gestützt wurden. Unter Tage musste zuerst ein Korridor unter der Decke herausgearbeitet werden, um hinter die abzutragenden Steine zu gelangen. Nur so konnten sie von der Wand getrennt werden. Im abbruchsfertigen Stadium war eine Steinbruchswand nahezu senkrecht mit leicht vorspringenden Stufen. So konnte sie treppenartig abgebaut werden, um Zugang und Abtransport zu erleichtern.
Hartgesteine wurden in der Frühzeit und im Alten Reich vorwiegend durch Einsammeln freiliegender Blöcke gewonnen. Erst im Neuen Reich erfolgte ein echter Abbau über Tag, wobei sie nur mit Steinwerkzeugen (Dolerit-Kugeln) mühsam herausgearbeitet werden konnten. Mit ihnen wurden Rinnen in den Felsgrund geschlagen, bis sich der Block davon löste. Mark Lehner bemerkt, dass es ihm in einem Experiment möglich war, während fünf Stunden des Hämmerns, eine 30 × 30 cm große und 2 cm tiefe Delle im Granit zu erzeugen.

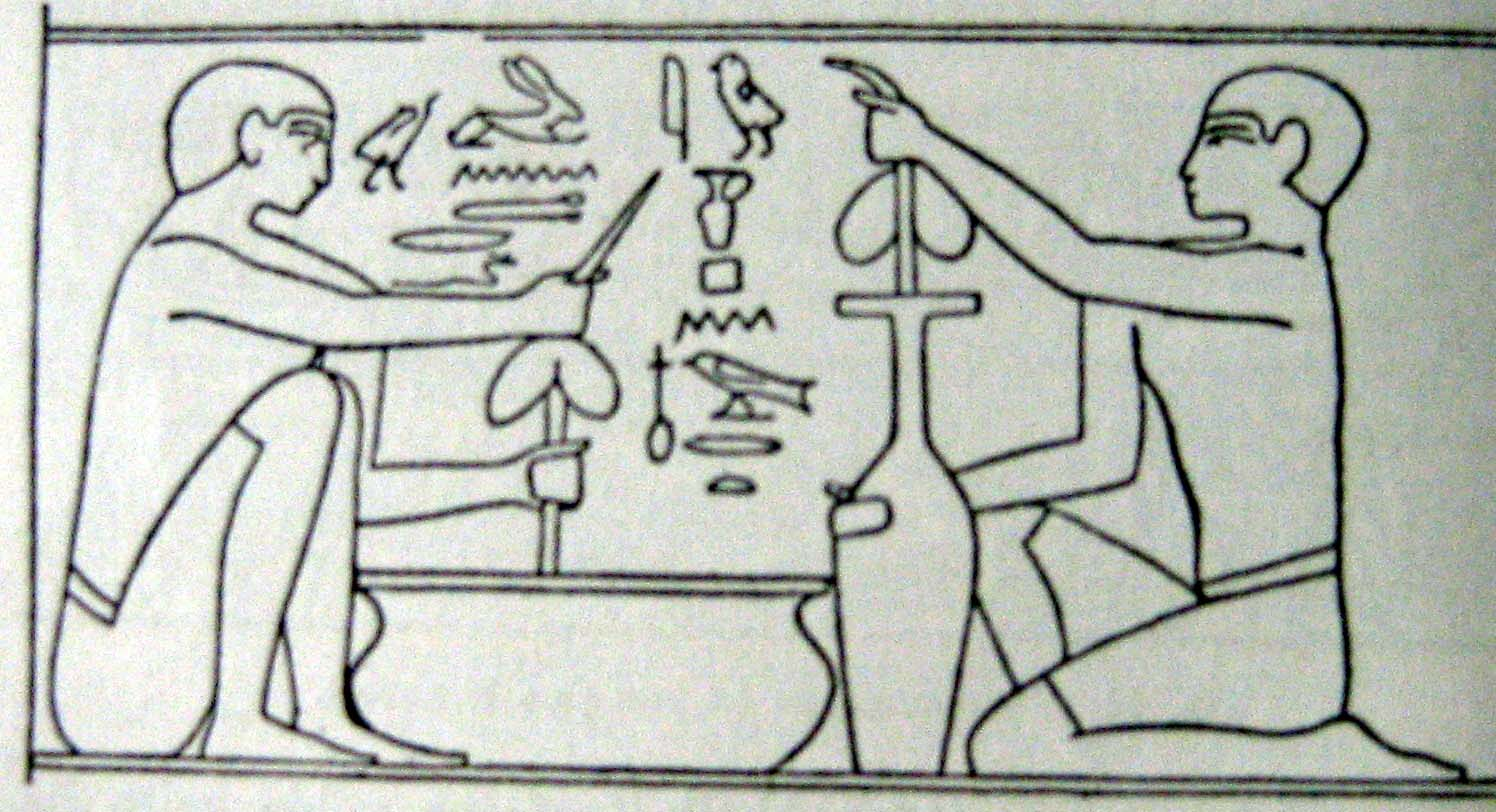
Verwendung eines Röhrbohrers
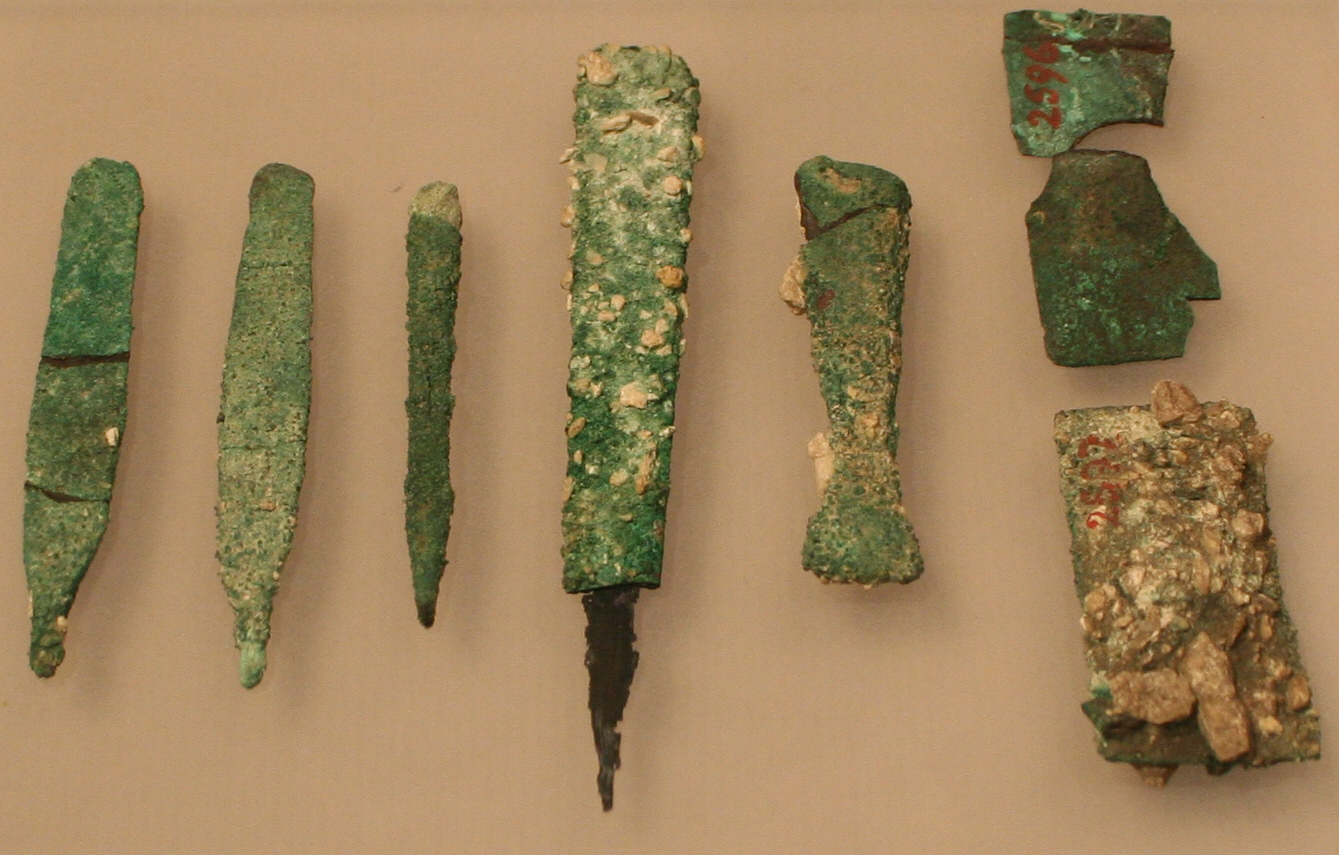
Kupferwerkzeuge, die in Gizeh gefunden wurden.

### Heben und Transportieren schwerer Lasten

Beispiele für gerade Rampen.

Von links nach rechts: Zickzackrampe (Uvo Hölscher), Innenrampe (Dieter Arnold), spiralförmige Rampe (Mark Lehner).

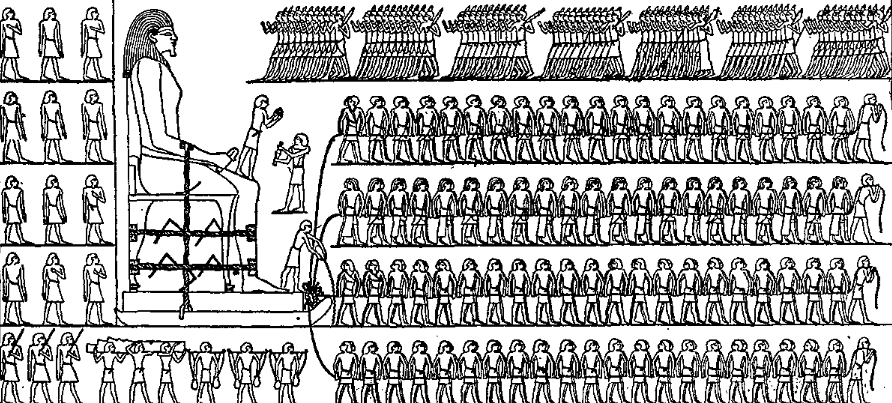
Darstellung eines Statuentransports aus dem Grab des Djehutihotep

Das Anheben schwerer Lasten erfolgte durch geneigte Flächen, Baurampen, Seilzüge und die Hebelwirkung. Die Baurampe ist in verschiedenen Varianten von den Pyramiden der 3. und 4. Dynastie über die Pyramiden des Mittleren Reiches bis zu den Tempeln des Neuen Reiches bezeugt und im Grab des Rechmire dargestellt. Die Baurampen waren meist auf beiden Seiten von Stützmauern aus Bruchstein oder Ziegeln eingefasst, das Innere durch Einlage schwerer Balken gefestigt und den eigentlichen Belag bildete eine zementharte Mörtel- oder Splittschicht. Die Rampenbreite maß nach Arnold durchschnittlich 10 Ellen (5,25 m), der Neigungswinkel betrug zwischen 10° und 17°. Im Papyrus Anastasi I wird eine theoretische Rampe aus Ziegeln von 400 m Länge und 30 m Höhe beschrieben.
Einen Eindruck über Funktion und Konstruktion dieser Rampen soll die folgende Auswahl aus dem Alten Reich bieten:
- Nahe der Nordwestecke der unfertigen Pyramide des Sechemchet in Sakkara konnte Zakaria Goneim Teilstücke einer großen Konstruktionsrampe ausgraben.[64]
- An die kleine, unfertige Stufenpyramide aus der 3. Dynastie in Sinki führten vier Rampen von allen Seiten gegen die geneigten Seitenmauern. Jede dieser Rampen ist 12 m lang und weist einen Winkel von 12° bis 15° auf. Wären diese Rampen fertiggestellt worden, hätten sie eine Höhe von nur 6 m erreicht. Um das Material bis an die Pyramidenspitze auf eine geplante Höhe von 12 m zu schleppen, wären also zusätzliche Maßnahmen erforderlich gewesen.[65]

- Von den Steinbrüchen der nördlichen Pyramide des Snofru in Dahschur führen zwei große, parallele Transportstraßen hinauf zum Pyramiden-Plateau.
- Bei der Meidum-Pyramide konnten die Überreste zweier Konstruktionsrampen ausfindig gemacht werden.
- Eine große, 5,4–5,7 m breite Rampe wurde nahe der Cheops-Pyramide ausgegraben, die von den Steinbrüchen westlich der Sphinx zum Pyramiden-Plateau östlich der Königinnen-Pyramiden führte.
- Eine 1,2 m hohe und 8 m lange Verladerampe und Spuren anderer Rampen sind in den Diorit-Steinbrüchen von Abu Simbel seit der Zeit von Cheops belegt.
- Unter dem Hofpflaster des Sonnentempels von Niuserre in Abu Ghurab konnte Ludwig Borchardt östlich vom Obelisken fünf 2,5–5 m dicke Ziegelrampen ausfindig machen.
- Bei der Mastabat al-Firʿaun des Schepseskaf sind zwei 1000 m lange Transportrampen erhalten geblieben.

Die Steine wurden vermutlich mit Hilfe von Schlitten gezogen, auf den speziell dafür präparierten Rampen und Straßen, die hart und standfest sein mussten (im Gegensatz zum weichen Sand). Besonders die gut erhaltenen Rampen der Pyramiden von Amenemhet I. und Sesostris I. in el-Lischt verdeutlichen dies. Sie bestehen aus einer Kalksteinbruch- und Mörtelfüllung, in die Holzbalken eingelegt sind, um das Fundament zu verfestigen. Die Oberfläche bildet eine Schicht aus Kalksteinbruch und Gips, Nilschlamm dürfte als Schmierstoff darüber gedient haben. Darstellungen vom Transport von Steinstatuen auf Schlitten zeigen auf den Vorderkufen einen Arbeiter, der eine Flüssigkeit (vermutlich Wasser) als weiteres Schmiermittel vor den Schlitten gießt. Die berühmteste Darstellung stammt aus dem Grab des adeligen Djehutihotep aus der 12. Dynastie und zeigt 172 Mann beim Ziehen einer Statue. Die Entdeckung von Zugtierkadavern im Bauschutt des Totentempels des Mentuhotep II. in Deir el-Bahari und mehrere Darstellungen belegen, dass die Ägypter auch Rinder als Zugtiere einsetzten.
Eine weitere Methode zum Heben von Lasten ist der Seilzug. Aus der 4. Dynastie sind steinerne Rinnen und Rollen zum Umlenken von Seilen belegt (Hatnub), trotzdem ist über das Heben mit Hilfe von Seilen wenig bekannt. Ab dem Mittleren Reich sind zudem hölzerne Räder für einfache Seilzüge erhalten. Je zwei säulenartige Randbasen flankierten eine der Rampen in Lischt, die von einer Zug- oder Hebevorrichtung stammen könnten. Eine Ritzzeichnung in Dschabal as-Silsila zeigt die Nutzung von Seilzügen in Ablasskränen für Obelisken.
Hebellöcher an Baublöcken zeigen, dass zusätzlich auch das Anheben mit Hilfe von Holzhebeln eingesetzt wurde, etwa um einen Block genau ins Mauerwerk einzufügen. Nach dem Versatz der Blöcke wurden die Hebellöcher mit Flicksteinen oder Mörtel verschlossen. Nach Untersuchungen in der experimentellen Archäologie können 150 Mann mit Hebeln eine 180 t schwere Obeliskspitze anheben, und 60–70 Mann ist es möglich, die 50–60 t schweren Granitblöcke der Grabkammer des Cheops mit Hebeln und schrittweisem Untermauern zu heben.

### Talatat

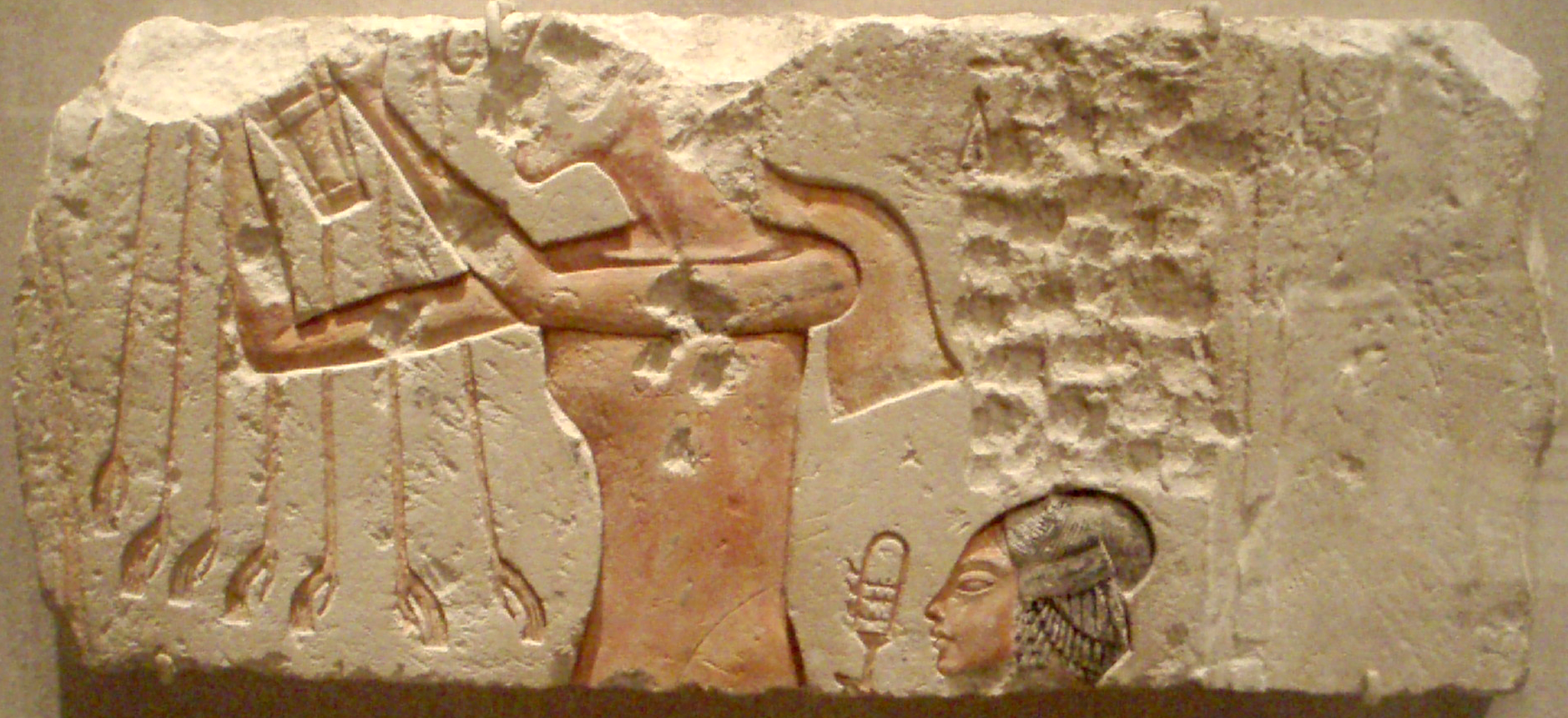
Talatat mit Echnaton und einer Tochter, die Aton opfern (Brooklyn Museum)

Die Talatat (auch Telatat genannt) sind die typischen kleinen Steinblöcke, aus denen die Tempel Echnatons in der Amarna-Zeit errichtet wurden. Die Bezeichnung stammt vom Arabischen „talatât“, was „Dreier“ bedeutet und ist entweder darauf zurückzuführen, dass die Blöcke drei Handspannen breit sind oder nach einer anderen Überlieferung, weil man sie in Dreiergruppen aufgeschichtet hätte.
Die Talatat waren für die Amarna-Zeit spezifisches Baumaterial. Sie besitzen eine standardisierte Größe von etwa 27 × 27 × 54 cm (also ½ × ½ × 1 ägyptische Elle). Die vergleichsweise geringe Größe erleichterte den schnellen Bau von Tempeln, aber auch den späteren Abbruch dieser Gebäude. Die Talatat waren später begehrtes Baumaterial, besonders für Fundamente und Füllungen von zweischaligen Mauern und Tempelpylonen.
Die größten Fundkomplexe dieser Talatat stammen ursprünglich aus den Aton-Tempeln von Karnak (Sandstein) und Amarna (Kalkstein). Die Blöcke waren in sehr dünnwandigen Mauern in alternierenden Läufer- und Binderreihen verlegt.

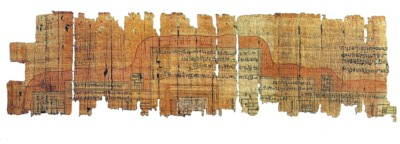
Papyrus Turin 1885 mit einem Plan vom Grab Ramses’ IV. (KV2)

## Bauplanung
Dass die Bauplanung von erheblicher Bedeutung war, zeigen zum Beispiel die technischen Probleme, die im Papyrus Anastasi I (14,2–17,2) beschrieben werden. Aus mehreren Texten des Alten Reiches scheint hervorzugehen, dass die für die technische Ausführung verantwortlichen „mit den Werkmeistern mittelalterlicher Baubetriebe vergleichbaren „Meister“ identisch mit kreativ entwerfenden Architekten waren“. Imhotep gilt als der erste große Baumeister des Alten Reichs in Ägypten und war vermutlich für den Bau der Djoser-Pyramide und der Sechemchet-Pyramide in Sakkara verantwortlich. In den Jahrhunderten nach seinem Tod wird immer wieder Bezug auf Imhotep genommen, wobei der Umfang der ihm zugeschriebenen Werke immer weiter zunimmt und die Legenden um Imhotep weiter ausgebaut werden und seine Verehrung als Weiser und Magier zunimmt. In der Aegyptiaca des ägyptischen Geschichtsschreiber Manetho (3. Jahrhundert v. Chr.) wird Imhotep als „Erfinder der Kunst des Bauens mit behauenen Steinen“ genannt.
Obwohl die ägyptischen Künstler Architekturzeichnungen anfertigen konnten, ist es fraglich, ob Baupläne im modernen Sinne (zum Gebrauch des Architekten oder Handwerkers) existierten. Bei den etwa 25 erhaltenen Zeichnungen auf Stein, Holz oder Papyrus handelt es sich meist um handgroße, rohe Skizzen, die nur einen Überblick über die Anordnung der Raumteile geben und gelegentlich mit Maßangaben als Gedächtnisstütze für den Handwerker versehen waren. Daraus konnten im Bedarfsfall vereinfachte Handwerksskizzen auf Ostraka oder genaue Werkzeichnungen von Bauteilen zum Teil mit Rasternetz angefertigt werden. Wichtige Baupläne sind:
- Das Ostrakon-Bruchstück MMA 22.3.30, das im Schutt des Totentempel des Mentuhotep II. in Deir el-Bahari gefunden wurde, zeigt eine rote Skizze auf Sandstein. Herbert Winlock sah darin eine Architekturdarstellung des Gartens des Tempels. Dieter Arnold deutete es als Darstellung des Hypostyls im Bereich des Sanktuares.[76]

- Im Winter 1913 kaufte Norman de Garis Davies von einem Händler in Dra Abu el-Naga den Plan eines Gutshofes, der mit roter und schwarzer Tinte auf ein Holzbrett gezeichnet wurde.[77]
- Der größte erhaltene Bauplan ist die 1,6 m lange Skizze eines unbekannten Tempels in den Steinbrüchen von Scheich Said.[78]
- Vom Grab Ramses’ IV. (KV2) im Tal der Könige existiert ein sorgfältig konstruierter und detailreicher Plan auf dem Papyrus Turin 1885.[79]
- Auf dem Ostrakon CG 25184 des Ägyptischen Museums in Kairo ist ein Plan des Grabes Ramses’ IX. (KV6) dargestellt. Die beiden Grabpläne dienten vermutlich als Anschauungsmaterial.[80]
- Eine weitere Architekturskizze zeigt einen Teil des Grabes des Senenmut (TT71).[81]
- Eine vereinfachte Darstellung eines Schreins befindet sich auf einem Ostrakon der 18. Dynastie.[82]

Nach Dieter Arnold muss man statt mit Bauplänen eher mit Baubeschreibungen mit Maßangaben rechnen. Solche Baubeschreibungen mit Angabe der einzelnen Räume, der Maße samt Baumaterialien und der Nutzung finden sich allerdings erst in der Spätzeit. Vor allem in der Ptolemäerzeit waren solche Angaben durch „heilige Bücher“ in Tempelinschriften überliefert. In der klassischen Antike waren derartige Architektenbücher ebenfalls üblich.
Die Steinmetze zeichneten den eigentlichen Bauplan vermutlich 1:1 auf das Plattenfundament des Baus und wiederholten dies jeweils auf den darauf errichteten Steinlagen. Möglicherweise wurden diese Pläne mit Hilfe eines Ellen-Rastersystems entwickelt, ähnlich wie sie zur Übertragung von Wanddekorationen verwendet wurden. Offenbar bevorzugten die Architekten gerade Ellen-Zahlen für die Gesamt- und Detailabmessungen. Außerdem waren die Bauten oft das Produkt zahlloser Planänderungen und Erweiterungen, die sich aus neuen Anforderungen durch den Auftraggeber ergaben.

## Messtechniken

### Entfernungen
Dass bereits in der 1. Dynastie Messeinheiten und -instrumente existierten, lässt sich aus dem Proportionskanon der Narmer-Palette herleiten und eine Mastaba aus der 1. Dynastie in Naqada („Grab des Menes“) wurde nachweislich schon in geraden Ellenabmessungen angelegt. Alle späteren Gebäude bezeugen den Gebrauch eines exakten Mess-Systems, Ellenstäbe sind aber erst ab dem Neuen Reich überliefert, die meisten als Votivgaben oder Grabbeigaben. Abgesehen von möglichen Diskrepanzen und Ungenauigkeiten berechnete Dieter Arnold für eine ägyptische Elle eine Länge von 52,5 cm. Auch die Ellenstäbe weisen ziemlich genau diese Länge auf. Die Elle wurde unterteilt in 7 Handbreiten zu 7,5 cm von je 4 Fingern zu 1,875 cm.
Aus praktischen Gründen wurden zur Vermessung auch Stäbe von zwei Ellen und noch längere verwendet. Auch die Anwendung von Messstricken zur Vermessung von Feldern ist überliefert. Die exakte Vermessung von Gebäuden erforderte eine klare Markierung von Messpunkten. Solche wurden als Kreuze in Steinplatten geritzt und sind in großer Zahl erhalten geblieben. Trotzdem ist ihr regelmäßiger Gebrauch durch Darstellungen des „Strickspannens“ beim Gründungsritual von Tempeln belegt. Runde, in den Felsgrund gemeißelte Löcher im Umkreis großer Bauten könnten der Aufnahme von hölzernen Messpflöcken gedient haben.

### Neigungswinkel
Die altägyptischen Baumeister hatten offensichtlich eine simple und exakte Methode entwickelt, um den Neigungswinkel (altägyptisch sqd) zu berechnen, ohne unser System der 90-Grad-Einteilung eines Viertelkreises zu kennen. Besonders bei der Anlage von geböschten Außenmauern von Mastabas und beim Pyramidenbau spielte sie eine wichtige Rolle.
Aus dem mathematischen Papyrus Rhind und anhand von Nachmessungen an Bauten wissen wir, dass Neigungswinkel durch das Verhältnis von Rücksprung zu Höhe definiert und konstruiert wurden: „Demnach entsprach ein Rücksprung von 7 Handbreit auf eine Höhe von 7 Handbreit einem Neigungswinkel von 45°, einer von 5:7 Handbreit 54°.“
Schwieriger zu beurteilen ist, wie der Neigungswinkel am Bau konstruiert wurde. Höchstwahrscheinlich wurden hölzerne Rahmen mit der entsprechenden Neigung in den Ecken und an manchen Stellen dazwischen aufgestellt, von denen aus ein Seil gespannt wurde. Ein System von Messlinien ist auf der gegenüberliegenden Wandfläche der Fundamentgrube der Mastaba 17 von Meidum erhalten geblieben. Deren Innenseiten sind weiß verputzt und mit horizontalen Hilfslinien in Ellenabständen versehen. In dieses System ist die Neigung des Fundamentes eingezeichnet. Bei einer Pyramide von Meroe ist ebenfalls der Aufriss der Pyramidenschräge auf einer gegenüberliegenden Wand eingezeichnet.

### Nivellierung
Für die Nivellierung der Grundfläche setzten die Ägypter unter anderem ein Winkellot ein, von denen einige Exemplare noch erhalten sind und das bis ins Mittelalter in Gebrauch war. Dieses setzte sich aus einem gleichseitigen Dreieck, das auf einem mit Markierungen versehenen Querholz stand, zusammen, von dessen Spitze ein Senklot hinunterhing. Stand das Winkellot auf einer waagerechten Ebene, wies das Senklot auf die Markierung in der Mitte der Querleiste. Lag eine Unebenheit vor, zeigte das Lot nach links oder rechts der Mittelmarkierung. Um kürzere Strecken zu nivellieren, setzten die Ägypter möglicherweise diese Waage auf lange Holzbretter und wiederholten die Messungen auf der horizontalen Unterlage. Damit wurde eine Ablesegenauigkeit von ±1 cm auf eine Distanz von 47 m erreicht. Bei der Cheops-Pyramide betragen die Abweichungen der Basishöhen der 230 m voneinander entfernten Nord- und Südseite sogar nur 2 cm. Auf mehreren unfertig gebliebenen Wänden aus dem Alten Reich sind noch horizontale Linien eingezeichnet, mit deren Hilfe die Höhenhorizonte nach oben verlegt wurden. Zur leichteren Orientierung sind die Höhenlinien mit den entsprechenden Ellenzahlen als Kontrollmarken versehen. Im Aufweg des Totentempel des Mentuhotep II. und im Korridor der Sesostris-I.-Pyramide wurden die Höhenmarken auch durch Serien von Kalksteinplatten markiert.

### Ausrichtung nach den Himmelsrichtungen
Die Bauachse wurde nach den Himmelsrichtungen festgelegt. Da der Kompass unbekannt war, orientierte man sich nach dem Stand der Sterne oder dem Sonnenschatten. Oftmals begnügte man sich mit Annäherungswerten, die Pyramiden der 4. Dynastie weisen jedoch in ihrer Ausrichtung eine hohe Genauigkeit auf. Beispielsweise beläuft sich bei der Cheops-Pyramide der Azimut, die Abweichung von der Nordrichtung, auf lediglich 3′6″ nach Westen.
Ludwig Borchardt vermutete, dass die Ausrichtung der Nord-Süd-Achse auf der Bestimmung der Mitte zwischen dem Auf- und Untergangspunkt eines am Nordhimmel befindlichen Sterns beruhe. Darauf aufbauend schlug I. E. S. Edwards ein Messverfahren vor, bei dem im Bau einer Rundmauer stehenden Person sich einen Stern ausgesucht und dessen Auf- und Untergangspunkte auf der Mauer vermerkte. Diese seien dann per Senklot zum Mauerfuß verlängert und mit der Kreismitte verbunden worden. Norden lag genau in der Mitte des Winkels, den diese beiden Linien einschlossen. Die notwendigen Rahmenbedingungen machen diese Methode jedoch ziemlich unpraktikabel. So gehen „die Sterne in ägyptischen Breiten nicht senkrecht auf und unter“. Durch die ungleichen Höhenlinien des Ost- und Westhorizonts taucht ein Stern nach Süden versetzt über dem Horizont auf (bzw. verschwindet wieder), so dass „durch diese verschiedenen Horizontprofile die Winkelhalbierende östlich nach Norden zeigen würde“.
Josef Dorner schlug eine andere astronomische Methode vor, die auf der Beobachtung der Zirkumpolarsterne beruhte. Da diese weder auf- noch untergehen, sind sie das ganze Jahr über für den Beobachter sichtbar. Nach Dorner ermittelten die Ägypter mittels Fluchtstangen die Größte Digression eines Zirkumpolarsterns. Die östlichen und westlichen Stillstände eines Zirkumpolarsterns lassen sich nach Rolf Krauss einigermaßen leicht anvisieren. Die Positionen der Stillstände wurden durch die Fluchtstangen am Boden markiert, die Markierungspunkte mit dem Beobachtungspunkt verbunden und daraus die Winkelhalbierende ermittelt, um die Nordrichtung zu finden.
Martin Isler nimmt an, dass die Ägypter die Nordrichtung durch die Beobachtung der Schattenlinie eines Stabes oder Gnomons während des täglichen Sonnenlaufs ermittelten. Es wurde ein nördlich orientierter Halbkreis konstruiert: Die Länge des Stabes gibt nun den Radius eines Kreises ab. Während die Sonne aufsteigt, wird der Schatten kürzer, am Nachmittag verlängert er sich wieder. Beim Wiedererreichen des Kreises bildet er einen Winkel zur Morgenlinie. Die Halbierende dieses Winkels gibt den geographischen Norden an.

## Decken- und Dachkonstruktionen

### Flachdecke

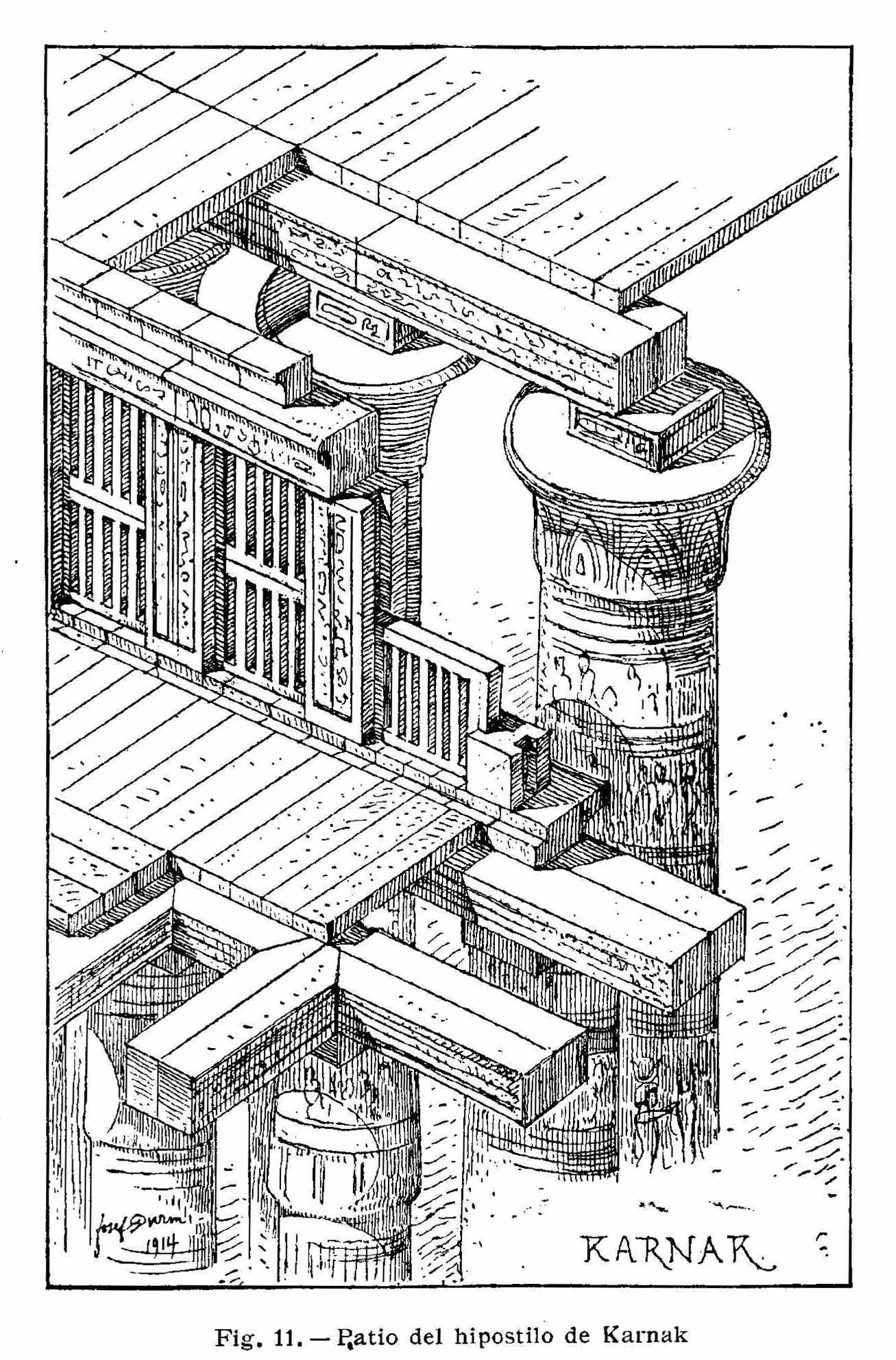
Decken-Konstruktion der Hypostylen Halle in Karnak.

Alle ägyptischen Wohnbauten (des Neuen Reiches) aus Lehmziegel wiesen nach Albrecht Endruweit Flachdächer auf, die auch als Wohnfläche genutzt werden konnten. In Gänze ist keines erhalten geblieben, es gibt aber Funde in Form herabgefallener Dachfragmente, die Aussagen über die konstruktionsmäßige Beschaffenheit der oberen Raumabschlüsse zulassen, so dass man für Rekonstruktionen nicht alleine auf Vermutungen und bildliche Darstellungen angewiesen ist.
Die Hauptbalken wurden eng nebeneinander oder in Abständen verlegt, die man mit Matten, Palmblattrippen, Lehmziegeln oder Brettern überbrücken konnte. Nach Endruweit konnten die Hauptbalken einen Abstand von bis zu 70 cm aufweisen. Oft folgten auf die erste Balkenlage Äste und eine Bastmattenschicht zur Nivellierung. Als eigentliche Dachoberfläche wurden eine Stampflehmlage oder Lehmziegel aufgebracht. Eine einfachere Konstruktion bestand darin, die Matten direkt auf die Holzlagen zu legen. Bei größeren Spannweiten wurden zur Unterstützung Palmholzsäulen, die auf Steinbasen ruhten, verwendet.
Dass man eine Dachkonstruktion suchte, die eine Raumüberdeckung mit dem gleichen Ziegelmaterial wie der Rest des Hauses erlaubte, könnte nach Gerhard Haeny auf Holzknappheit oder dessen Anfälligkeit für Termitenfraß oder Fäulnis zurückzuführen sein. Wie die Fundsituation in Amarna zeigt, wurden als Hauptbalken vor allem Akazienholz und als Querlagen Tamarisken verwendet.
Die wohl erste Flachdecke aus Kalkstein ist uns aus der Eingangshalle des Djoser-Bezirks bekannt; sie gilt als die einzig bekannte Steindeckenkonstruktion bis Ende der 3. Dynastie. Bereits bei Djoser wurde die Raumbreite durch Pfeiler erweitert, die Architrave trugen mit einer Spannweite von 1,3 m zum Zentrum hin. In der 1,65 m breiten Sargkammer des Königs wurde die Stärke der Decke erhöht, indem die 1,1 m hohen Granitbalken hochkant über den Raum gelegt wurden.
Die Sargkammer der Cheops-Pyramide wurde bereits mit 2 m dicken Granitbalken mit einer Spannweite von 5,25 m bedeckt. Vielleicht durch Risse in der Decke beunruhigt, errichteten die Baumeister darüber fünf Entlastungskammern und darüber eine Satteldachkonstruktion, damit „sie ihre kräfteumlenkende Funktion in einem Bereich erfüllen konnte, der keine Auswirkungen auf das Kammersystem hatte“.
Erst im Neuen Reich wurden Spannweiten von über 6 m erreicht. Die Deckbalken der Hypostylen Halle im Karnak-Tempel waren 9 m lang und 1,25 m dick und überbrückten eine freie Strecke von 6,7 m.

### Kraggewölbe
Ein Kraggewölbe besteht aus überhängenden Binderschichten, die sich stufenweise so weit annähern, dass der Abstand der beiden Längswände so gering ist, dass er leicht mit einem einzelnen Block überbrückt werden kann. Außerdem hat es eine stabilisierende Funktion, da der Druck der darüber liegenden Steinmasse seitlich ins Kernmauerwerk abgelenkt wird.
Das früheste Beispiel ist die Grabkammer der Meidum-Pyramide. Da die 2,65 m breite und 5,05 m hohe Kammer auch leicht mit einer Flachdecke hätte gedeckt werden können, hatte das Kraggewölbe wohl eher eine statische Funktion, um den Druck der Pyramide abzuleiten, eine religiöse Bedeutung kann aber nicht ausgeschlossen werden.
Nach diesem zurückhaltenden Beginn sind die Kraggewölbe der nachfolgenden Pyramiden in Dahschur und Giza ziemlich eindrücklich. In der Großen Galerie der Cheops-Pyramide könnte seine Funktion tatsächlich durch die Breite des Ganges bedingt sein. In der über 46 m langen und 8,5 m hohen Galerie verschieben sich die Seitenlagen der Wände ab einer Höhe von 1,80 m auf jeweils sieben Lagen um etwa 8 cm nach innen.

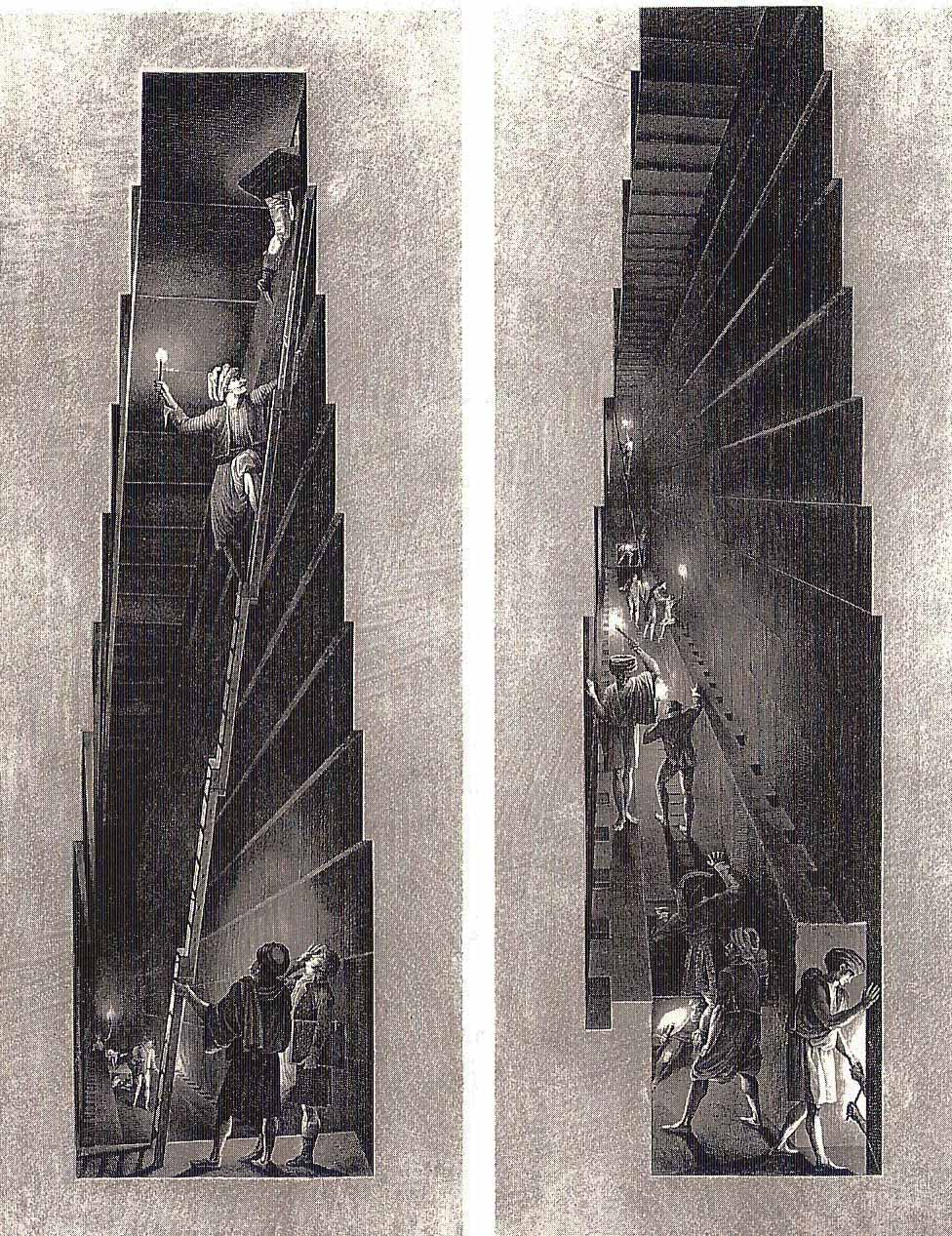
Kraggewölbe der Großen Galerie der Cheops-Pyramide
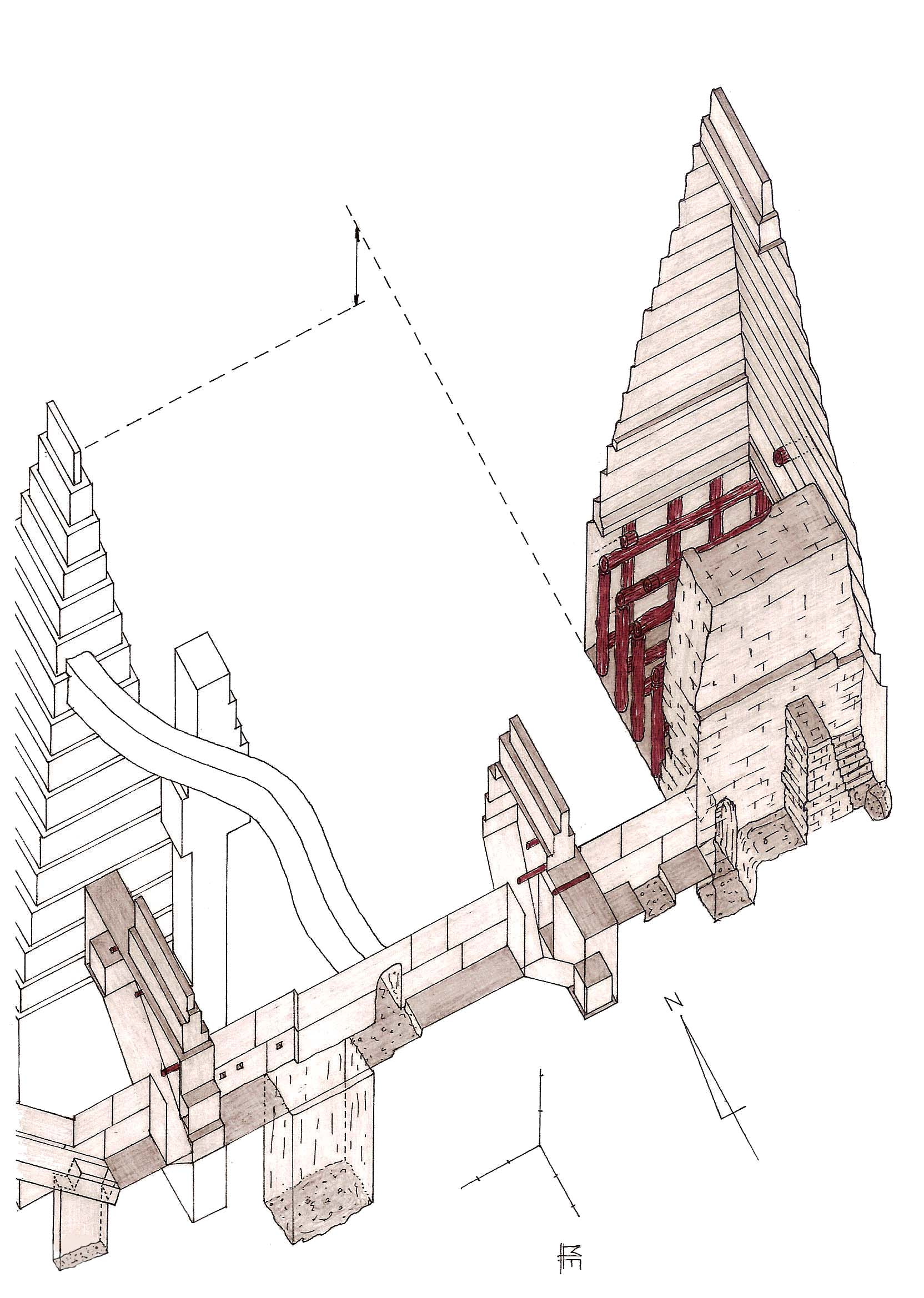
Knickpyramide: Detailansicht der Grabkammer des oberen Gangsystems und des Verbindungsgangs zur unteren Hauptkammer mit Kraggewölben
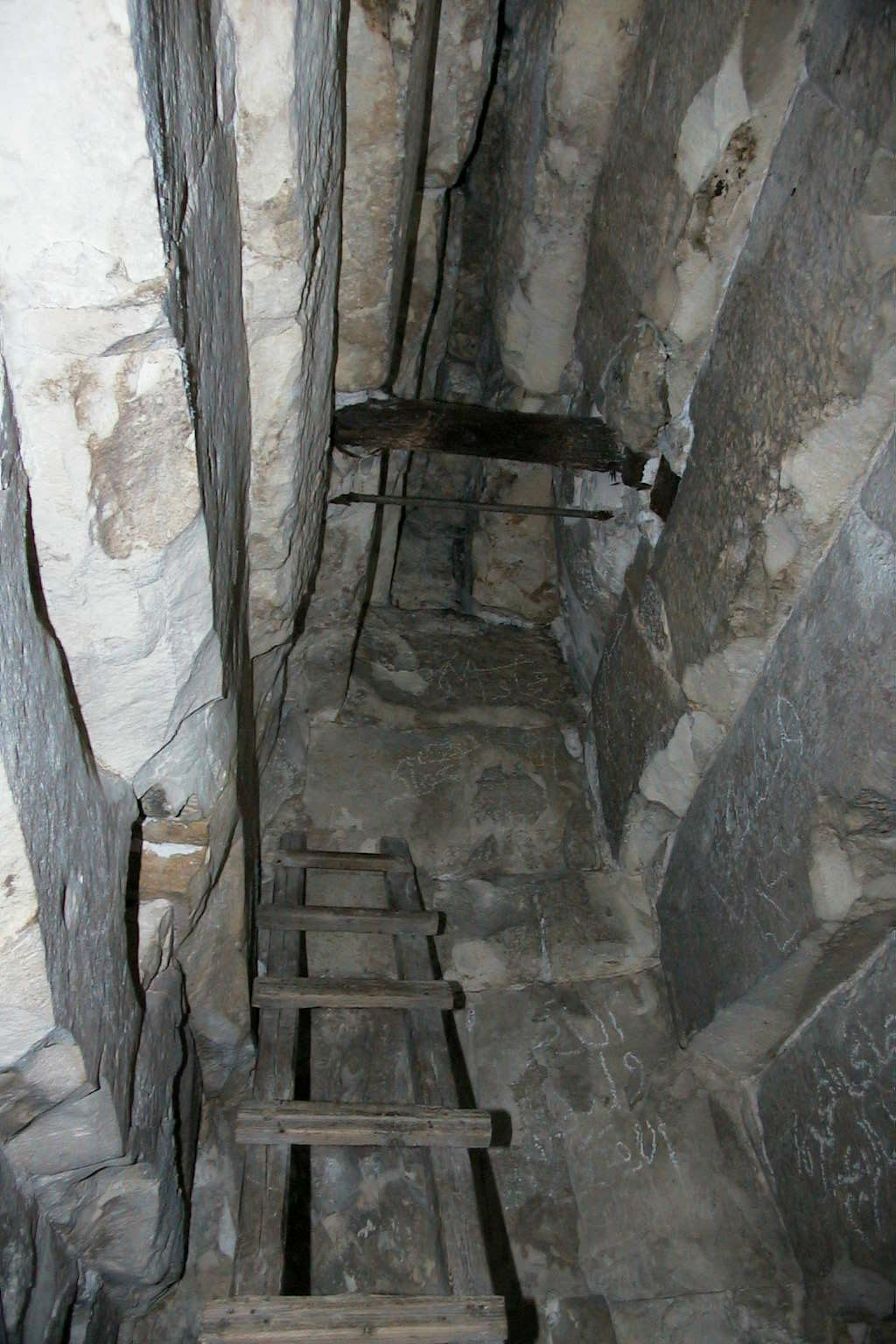
Meidum-Pyramide: Kraggewölbe der zentralen Kammer

### Satteldach

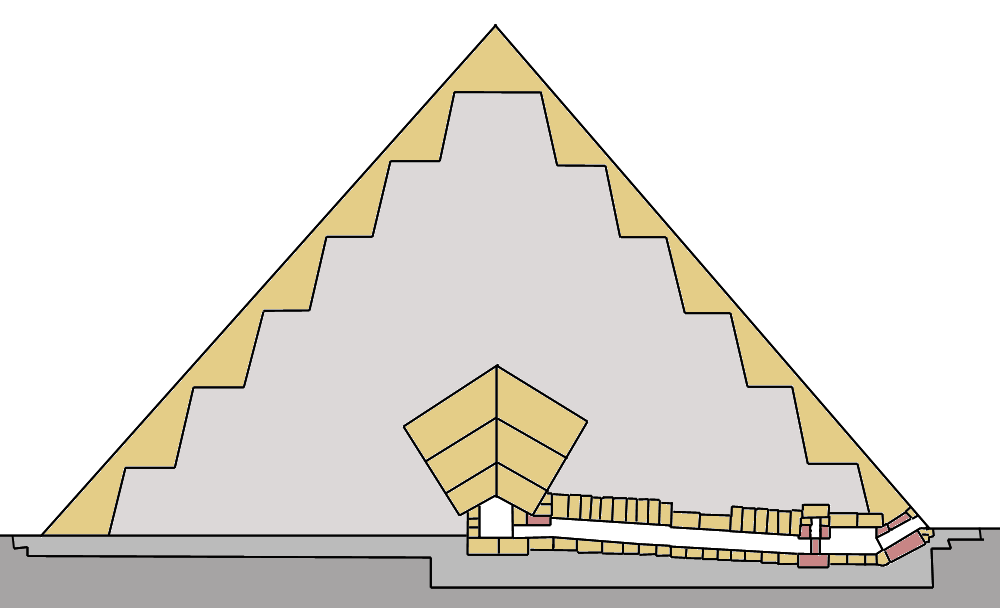
Aufbau der Sahure-Pyramide mit Satteldachkonstruktion über der Grabkammer (in der Mitte)

Das Satteldach besteht aus Stemmplatten, die paarweise an der Spitze aneinander liegen und schräg nach unten in die Seitenwände führen. Früheste Beispiele dafür sind Privatgräber aus der Zeit des Snofru. So weist zum Beispiel die Mastaba des Iinefer in Dahschur eine solche Decke mit einer Spannweite von 2,6 m auf. Jedoch erst in der Cheops-Pyramide wurden sie in größerem Umfang verwendet. Die Decke der obersten Entlastungskammer über der Königskammer besteht aus elf Paaren an Stemmplatten, die jeweils 7-8 m lang und bis zu 36 t schwer sind. Die Decke der Königinnenkammer setzt sich aus sechs in einem Winkel von 30° aufgestellten Stemmplatten zusammen. Die Flachdecke des Eingangskorridors wird statisch durch eine doppelte Lage satteldachartig angeordneter Steinblöcke entlastet, die 3 m lang sind, einen Winkel von 40° aufweisen und sich vermutlich entlang des ganzen Korridors erstrecken. Dies sind die ersten Beispiele für eine Konstruktion, die in allen Pyramiden der 5. und 6. Dynastie eingesetzt wurde und dort gigantische Ausmaße erreichte (bei Niuserre 90 t schwere Balken).

### Gewölbe

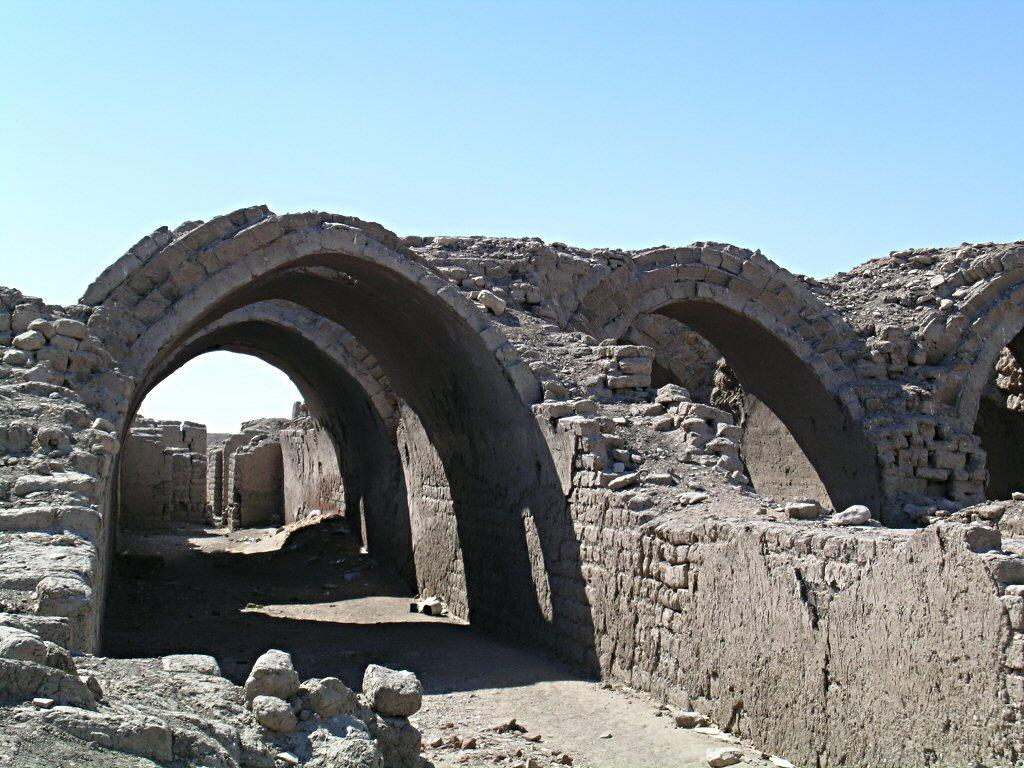
Ziegelgewölbe der Getreidespeicher des Ramesseums

Das Gewölbe (Bogengewölbe) ist eine Deckenkonstruktion mit im Kurfverband aus bogenförmig angeordneten Schichten mit durchlaufenden radialen Lagerfugen und vertikalen Stoßfugen, bei der die Kräfte vom obersten Ziegel bzw. Stein schräg nach unten geleitet werden, bis sie senkrecht auf die Mauern treffen, auf denen das Gewölbe steht. Es ist selbsttragend und haltbarer als beispielsweise ein waagerechter Balken aus Holz oder Stein. Im Gegensatz zum Bogengewölbe stehen die Bögen beim Schrägbogengewölbe nicht frei und zentriert über dem Boden, sondern der erste Bogen wird gegen eine Stützmauer gelehnt. So entstehen durch die Neigung zusätzlich zum senkrechten Auflagedruck und waagerechten Querschub noch horizontale Längskräfte auf die Stützmauer. Beide Gewölbe wurden mit Hilfe einer Einrüstung auf Schalbrettern konstruiert.
In der Ziegelarchitektur könnte das Gewölbe schon in der Frühzeit im unterägyptischen Reichsheiligtum konstruiert worden sein, wenn es sich denn bei den Darstellungen um einen Ziegelbau handelt, und nicht um eine Mattenhütte. Erstmals sicher belegt ist es im Grab 3500 in Sakkara aus der 1. Dynastie aus der Zeit von Qaa: Der verstorbene wurde in eine rechteckige Grube gelegt, die mit Holz und Ziegeln zugedeckt und darüber mit zwei Gewölben überdacht wurde. Spätestens seit der 3. Dynastie waren Schrägbogengewölbe im Grabbau nichts Ungewöhnliches. Auch in der Wohnarchitektur wurde diese Dachkonstruktion übernommen, sie blieb aber bis in die Ramessidenzeit eher die Ausnahme – was vielleicht auch an der Überlieferungssituation liegt. Ab dem späten Neuen Reich ist eine deutliche Zunahme bei allen Architekturtypen feststellbar. Ein gutes Beispiel dafür sind die gewaltigen Ziegelgewölbe der Lagerräume, die das Ramesseum umgeben.
Zu den interessantesten Beobachtungen, die Ludwig Borchardt in al-Lahun machte, zählen Bogenkonstruktionen, die Türöffnungen überspannen, da Maueröffnungen in der ägyptischen Architektur gewöhnlich durch horizontale Stürze aus Holz oder Stein überspannt wurden. Die Türbögen wurden aus gewöhnlichen Mauerwerksziegeln konstruiert und treten nur innerhalb von Wohngebäuden auf – also bei Türen, die nicht mit Türflügeln verschlossen werden mussten. Ob auch Haustüren mit Bögen überspannt wurden, bleibt ungewiss – zumindest hätte die Installation eines Türflügels ohne horizontalen Sturz Probleme bereitet.
Bereits Flinders Petrie beobachtete in den Wohngebäuden von al-Lahun Tonnengewölbe. Man kann davon ausgehen, dass das Tonnengewölbe im Mittleren Reich eine übliche Deckenkonstruktionsform war und im Gegensatz zum Neuen Reich ebenso gebräuchlich war wie die Holzbalkendecke. Insgesamt konnte Borchardt in al-Lahun drei Tonnengewölbe in Form eines Schrägbogengewölbes feststellen, die gegen eine der Schmalwände des Raumes in einem Winkel von 7° geneigt waren.
Im Steinbau hat sich die Gewölbekonstruktion nie richtig durchgesetzt. Dieter Arnold führt dies darauf zurück, dass bereits verschiedene Varianten für Deckenkonstruktionen existierten und nicht genügend Holz für Gerüste vorhanden war, die diese Konstruktion erforderte. So wurde diese Konstruktion nur notfalls eingesetzt, etwa bei einem Ziegelmangel. Eine merkwürdige Ausnahme stellt die Djedkare-Pyramide dar. Der Durchgang von der Vorkammer zur Sargkammer wurde von einem Bogen darüber entlastet, der aus drei festgekeilten Blöcken besteht, zwischen die mittig ein über 5 m langer Schlussstein eingehängt wurde. Wäre die Konstruktion nicht unten durch Mauerwerk verborgen, hätte man es hier mit einem echten Steingewölbe zu tun. Wenige weitere Beispiele sind aus der 6. Dynastie aus Sakkara bekannt (zum Beispiel aus dem Grab des Wesirs Hebsed-Neferkara), die ebenfalls konstruiert wurden, um Türdurchgänge zu entlasten und aus grobbehauenen Steinen einen Bogen von nur etwa einem Meter Durchmesser aufspannen. Erst ab der 25. Dynastie kam Steingewölbe in größerem Umfang zum Einsatz. Ab dem Mittleren Reich und vor allem im Neuen Reich wurden auch im Felsgrabbau unter dem Einfluss von Tempelsanktuaren und Palasthallen meist Flach gewölbte Decken im Fels nachgebildet.

### Kuppel

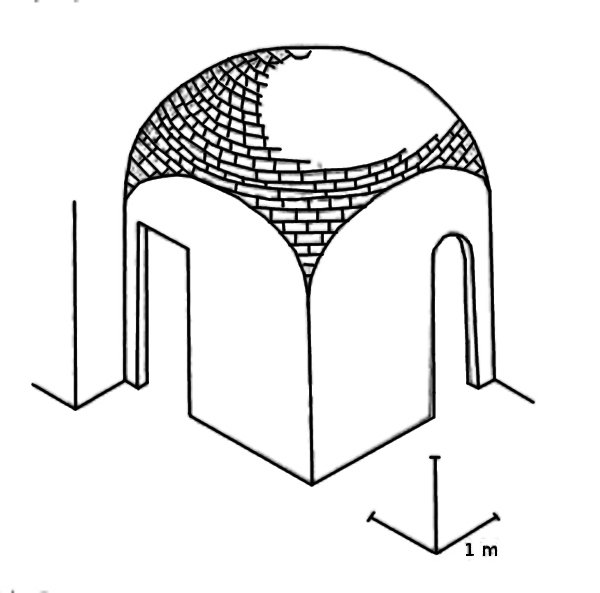
Rekonstruktion der Stutzkuppel in der Mastaba des Seneb in isometrischer Darstellung (nach J. Brinks)

Die Kuppel kam in Ägypten als besondere Gewölbe-Konstruktion im Wohnungs-, Sakral- und Grabbau als Vollkreiskuppel oder Halbkreiskuppel zum Einsatz.
Stabträgerkuppeln (Schilfkuppeln) wurden wahrscheinlich schon in vorgeschichtlicher Zeit zur Überdachung von Rundbauten verwendet. So sind sie auf der Löwenjagd-Palette, der Tehenu-Palette aus spätvorgeschichtlicher Zeit und auf einem Elfenbeintäfelchen der 1. Dynastie aus Abydos und auf dem Aha-Täfelchen der 1. Dynastie aus Naqada dargestellt. Ab der 1. Dynastie wurden sie häufig für kreisrunde Getreidespeicher, die im Neuen Reich Durchmesser von bis zu 8 m aufwiesen, eingesetzt. Sie bestanden aus einem diagonalen Netztragwerk aus gebogenen oder gespannten Stäben mit aufgelegter Dachhaut.
Spätestens seit dem Alten Reich dürften insbesondere für Silos aus Lehmziegel Bodenkuppeln gebaut worden sein. Diese haben keinen eigentlichen Grundriss, sondern einen kreisförmigen oder parabolischen Querschnitt. Reste von solchen Silos wurden beispielsweise in Medinet Habu und Amarna gefunden.
Eine der wenigen fast vollständig erhaltenen Stutzkuppeln aus dem Alten Reich befindet sich in der Mastaba des kleinwüchsigen Hofbeamten Seneb. Das Grab (S 4516/4524) in der Nekropole von Gizeh wurde 1927 von Hermann Junker ausgegraben und erforscht. Die Kuppel aus luftgetrockneten Ziegeln liegt über einem Grundquadrat mit einbeschriebenem Fußkreis, der bruchlos in die Wölbungskrümmung einbezogenen Zwickeln übergeht.
Bei der Pendentif-Kuppel führt ein dreieckiges Bauelement den Übergang zwischen dem kreisförmigen Grundriss und dem quadratischen Grundriss ihrer Unterlage. Die dabei entstehenden dreieckigen Zwickel werden als Pendentifs (vom Französischen pendre, hängen) bezeichnet, daher auch der Ausdruck Hängezwickel. Solche wurden aus ungebrannten Lehmziegeln in einem Grab des Neuen Reiches in Dra Abu el-Naga und in einer Badeanlage der griechisch-römischen Zeit in Karanis entdeckt.
Die Krag-Kuppel, die aus vorkragenden Ringschichten von horizontalen Kragplatten über der Kreisbasis als falsches Gewölbe besteht, ist ebenfalls aus Lehmziegeln belegt, so etwa in Grabpyramiden des Mittleren Reiches aus Abydos.

## Türkonstruktion

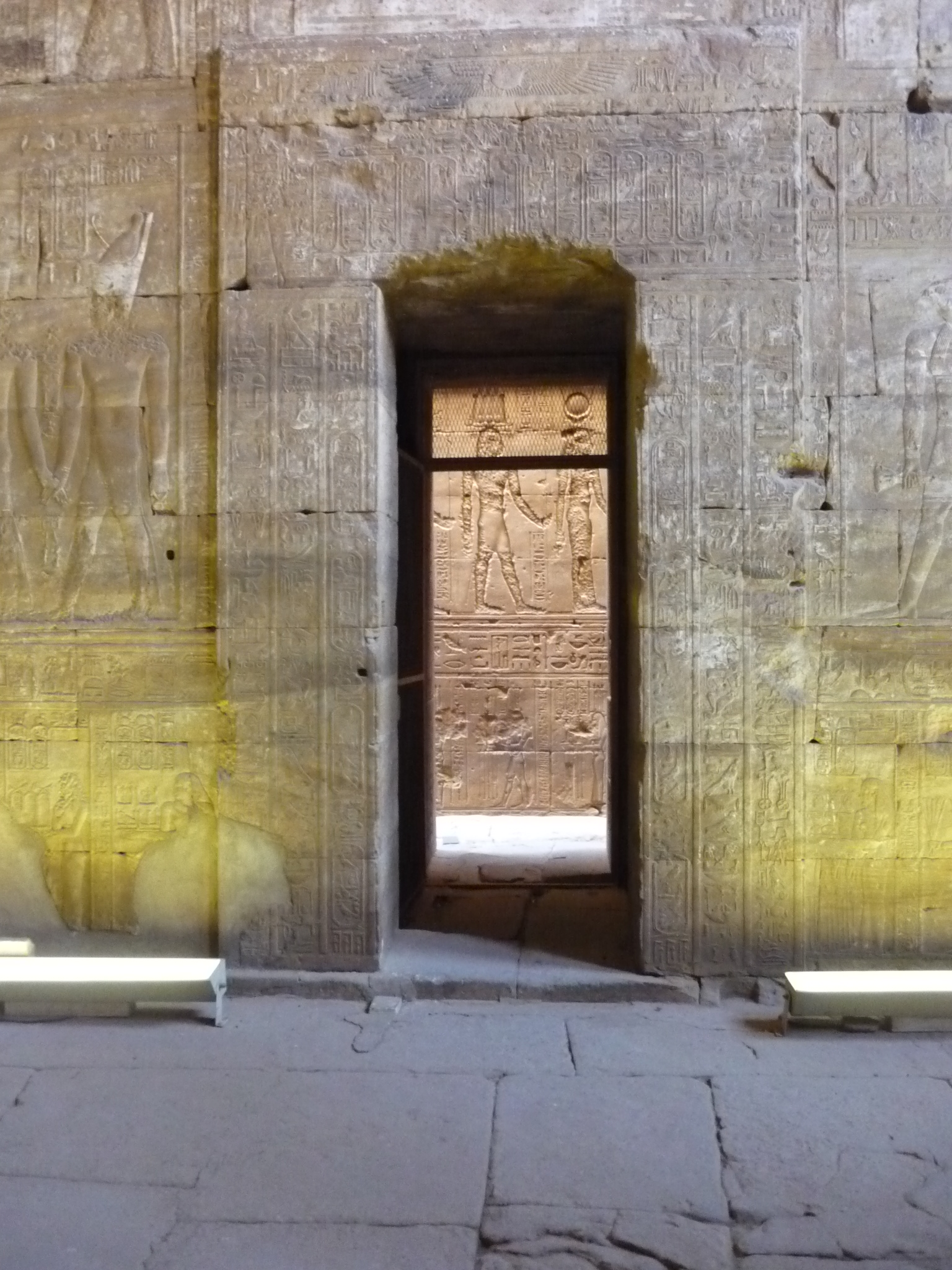
Tür im Tempel von Edfu

Die Normalform der ägyptischen Tür besteht aus Schwelle, Rahmen (Pfosten) und Sturz, in die in Drehzapfen die Türflügel  befestigt wurden. Für die Kenntnis über Türen und Tore stehen zahlreiche archäologische und literarische Quellen zur Verfügung, die allerdings noch nicht vollständig und zusammenhängend ausgewertet wurden. Bei Lehmziegelhäusern war das unmittelbare Anbringen von Türflügeln aus statischen Gründen nicht möglich, so dass ein Türrahmen aus Stein oder Holz eingesetzt werden musste. Türpfosten aus Stein sind uns vielfach erhalten geblieben.
Die Schwelle ist, wenn möglich, eine über den Boden hervortretende Steinplatte aus Hartgestein, Nebentüren sind oft ohne Schwelle, auf durchgehendem Pflaster. Sie trägt die beiden, meist vor der Wandfläche hervortretenden Pfosten, bei denen es sich in der Normalform um senkrecht aufgestellte Steinposten aus einem Stück handelt. Vorläufer sind Pfosten aus Holz und aus der Mischkonstruktion von Lehmziegeln und Holz, von denen den Hausteinpfosten ihre Unabhängigkeit (in der äußeren Form) von der übrigen Wand geblieben ist, die sie auch da bewahren, wo sie aus demselben Material sind. Eine Weiterentwicklung ist die Schichtung des Pfostens aus einzelnen Blöcken. Der Türsturz kleinerer Tore besteht aus einem einsteinigen Architrav, also einer Art Hausteinbalken über der Türöffnung. Vorläufer ist der Holzbalken. Kennzeichnend ist die geringe Anwendung des Bogens, obwohl die technische Fähigkeit hierzu dagewesen wäre. Bei größeren Toren besteht der Architrav aus mehreren hochkant stehenden Balken. Die Türrahmen sakraler Gebäude sind regelmäßig von Hohlkehlen bekrönt, die bei großen Tempeltoren gewaltige Dimensionen erreichen und wegen der Kopflastigkeit besonders befestigt werden mussten. Monumentale Tempeltüren sind regelmäßig von Pylonen flankiert, aber in diese nicht eingebunden.
Die Türflügel wurden normalerweise aus senkrechten Brettern zusammengesetzt, die durch aufgesetzte Leisten aneinandergehalten wurden. Vorläufer ist die Rohrtür aus senkrechten Schilfrohrstäben, die durch aufgebundene Querstäbe aneinandergehalten werden. Hier beim Türblatt haben wir einen der seltenen Fälle, bei dem sich in dem Rollmattenverschluss möglicherweise ein Vorläufer existiert hat, der technisch grundsätzlich anders gebaut war. Die Türflügel wurden mit Drehzapfen befestigt, die oben und unten aus dem Türblatt hervortraten und mit Bronzebeschlägen versehen wurden. Auch die Ränder oder die gesamte Oberfläche der Türblätter wichtiger Tempeltore waren gelegentlich mit Bronzeblech beschlagen und sogar mit Elektron, Gold und Silber dekoriert.
Die Türflügel saßen mit den Drehzapfen unten in einer Drehpfanne. Am ersten Pylon des Karnak-Tempels weisen diese einen Durchmesser von 50 cm auf! Diese ist entweder in Form eines Viertelkreises in die Schwelle eingetieft oder als gesonderter Stein in eine Vertiefung der Schwelle eingelassen. Der obere Drehzapfen drehte sich in einem in eine Vertiefung im Architrav eingesetzten hölzernen oder steinernen Drehlager. Um die Flügel in eine bereits aufgemauerte Tür einsetzen zu können, wurde der untere Drehzapfen durch eine entsprechende Rinne in der Schwelle eingeführt und die Rinne danach mit Steinkeilen verschlossen. In Mittleren Reich verlief die Rinne quer, im Alten und Neuen Reich längs zur Türachse.
Als Türverschluss diente bei Doppeltüren ein hölzerner oder bronzener Schieberiegel auf dem einen Türflügel in zwei Krammen (Ösen), der auf den anderen übergriff, der auch zwei Krammen hatte. Bei einflügeligen Türen saß der Riegel in einem Bohrloch des Türrahmens. Wandriegel haben einen runden oder quadratischen Querschnitt. Ihr Vorderteil ist gelegentlich mit einem liegenden Wächterlöwen geschmückt. Wurde dieser am Wandkanal hervorgezogen, konnte die Tür am Aufgehen gehindert werden.
Für den dauerhaften Verschluss von Zugängen, insbesondere Grabkammern, wurden in der Regel Granitsteine verwendet, die mittels der Technik der Sandhydraulik positioniert wurden.

### Architektur und Bautechniken im Allgemeinen
- Dieter Arnold: Lexikon der ägyptischen Baukunst. Artemis, Zürich 1994, ISBN 3-7608-1099-3.
- Dieter Arnold: Die Tempel Ägyptens. Götterwohnungen, Kultstätten, Baudenkmäler. Zürich 1992.
- Alexander Badawy: A history of Egyptian Architecture. From the earliest times to the end of the Old Kingdom. Kairo 1954.
- Alexander Badawy: A history of Egyptian Architecture. The First Intermediate Period, the Middle Kingdom, and the Second Intermediate Period. Berkeley 1966.
- Alexander Badawy: A history of Egyptian Architecture. The Empire (the New Kingdom). Berkeley / Los Angeles 1968.
- Somers Clarke, Reginald Engelbach: Ancient Egyptian Construction and Architecture. Dover Publications, New York 1990, ISBN 0-486-26485-8.
- Ulrike Fauerbach: Bauwissen im Alten Ägypten. In: Jürgen Renn, Wilhelm Osthues, Hermann Schlimme (Hrsg.): Wissensgeschichte der Architektur. Band 2: Vom Alten Ägypten bis zum Antiken Rom (= Edition Open Access. Max Planck Research Library for the History and Development of Knowledge, Studies.) Band 4, Edition Open Access, Berlin 2014, ISBN 978-3-945561-03-4.
- Jean-Claude Goyon, Jean-Claude Golvin, Claire Simon-Boidot, Gilles Martinet: La construction Pharaonique du Moyen Empire à l’époque gréco-romaine. Contexte et principes technologiques. Paris 2004.
- Peter Jánosi (Hrsg.): Structure and Significance. Thoughts on Ancient Egyptian Architecture. Wien 2005.
- Alfred Lucas: Ancient Egyptian Materials and Industries. 3rd edition, London 1948, insbesondere S. 61–98 (online).
- Miron Mislin: Geschichte der Baukonstruktion und Bautechnik. Von der Antike bis zur Neuzeit. Eine Einführung. Düsseldorf 1988.
- Frank Müller-Römer: Bau der Pyramiden im Alten Ägypten. Renidere, Maintal 2024, ISBN 978-3-98258-058-6.
- Flinders Petrie: Egyptian Architecture. London 1938.
- E. Baldwin Smith: Egyptian architecture as cultural expression. New York 1938.
- Hans Straub: Die Geschichte der Bauingenieurskunst. Ein Überblick von der Antike bis in die Neuzeit. Basel / Boston / Berlin 1992.
- Corinna Rossi: Architecture and Mathematics in Ancient Egypt. Cambridge University Press, Cambridge 2004, ISBN 0-521-82954-2.

### Holz-Mattenbau
- Alexandre Badawy: La première architecture en Égypte. In: Annales du service des antiquités de l’Égypte. (ASAE) Band 51, 1951, S. 1–23.
- Alexandre Badawy: Le dessin architectural chez les anciens Egyptiens. Kairo 1948.
- Iorwerth Eiddon Stephen Edwards: Some Early Dynastic Contributions to Egyptian Architecture. In: Journal of Egyptian Archaeology. (JEA) Band 35, 1949, S. 123–128.
- Henri Frankfort: Kingship and the Gods. Chicago 1948.
- Klaus Kuhlmann: Artikel Rohrbau. In: Wolfgang Helck. Wolfhart Westendorf (Hrsg.): Lexikon der Ägyptologie. Band 5, Wiesbaden 1984, Spalte 288–294.
- Herbert Ricke: Bemerkungen zur ägyptischen Baukunst des Alten Reiches. Band I, Kairo 1944.
- Herbert Ricke: Bemerkungen zur ägyptischen Baukunst des Alten Reiches. Band II, Kairo 1950.

### Lehmziegelbau
- Felix Arnold: Baukonstruktion in der Stadt Kahun. Zu den Aufzeichnungen Ludwig Borchardts. In: Peter Jánosi (Hrsg.): Structure and Significance. Thoughts on Ancient Egyptian Architecture. Wien 2005, S. 77–103.
- Diethelm Eigner: Ländliche Architektur und Siedlungsformen im Ägypten der Gegenwart. Wien 1984.
- Albrecht Endruweit: Städtischer Wohnbau in Ägypten. Klimagerechte Lehmarchitektur in Amarna. Berlin 1994.
- Annemarie Fiedermutz-Laun u. a.: Aus Erde geformt. Mainz 1990.
- J.-C. Golvin u. a.: Essai d’explication des murs „a assis courbes“. In: Comptes rendues de l’Academie des Inscriptions. Band 58, 1990, S. 905–946.
- Barry Kemp: Soil (including mud-brick architecture). In: Paul T. Nicholson, Ian Shaw (Hrsg.): Ancient Egyptian Materials and Technology. Cambridge 2000.
- P. G. McHenry: Adobe and Rammed Earth Buildings. Design and Construction. New York 1984.
- Andrew Plumridge, Wim Meulenkamp: Brickwork. New York 1993.
- Herbert Ricke: Der Grundriss des Amarna-Wohnhauses. Leipzig 1932.
- A. J. Spencer: Brick Architecture in Ancient Egypt. Westminster 1979.

### Steinbau
- Dieter Arnold: Building in Egypt: pharaonic stone masonry. Oxford University Press, New York 1990, ISBN 0-19-506350-3.
- Somers Clarke, Reginald Engelbach: Ancient Egyptian Masonery: The Building Craft. Oxford University Press, Oxford 1930; New York 2009 (Online)
- Hans Goedicke: Some Remarcks on Stone Quarrying in the Egyptian Middle Kingdom. In: Journal of the American Research Center in Egypt. (JARCE) Band 3, 1964, S. 43–50.
- Michael Haase: Eine Stätte für die Ewigkeit. Der Pyramidenkomplex des Cheops. Mainz 2004.
- Rosemarie Klemm, Dietrich Klemm: Steine und Steinbrüche im Alten Ägypten. Berlin u. a. 1993.
- Rosemarie Klemm, Dietrich Klemm: The Stones of the Pyramids. Provenance of the Building Stones of the Old Kingdom Pyramids of Egypt. Berlin / New York 2010.
- Mark Lehner: Geheimnis der Pyramiden. München 1997.
- Vito Maragioglio, Celeste Rinaldi: L’Architettura delle Piramidi Menfite. Bände II-VIII, Torino 1963–1977.
- Frank Müller-Römer: Bau der Pyramiden im Alten Ägypten. Renidere, Maintal 2024, ISBN 978-3-98258-058-6.
- George Andrew Reisner: Mycerinus. The Temples of the Third Pyramid at Giza. 1931.
- Rainer Stadelmann: Die ägyptischen Pyramiden. Vom Ziegelbau zum Weltwunder (= Kulturgeschichte der antiken Welt. Band 30). 2., überarbeitete und erweiterte Auflage. von Zabern, Mainz 1991, ISBN 3-8053-1142-7.
- D. A. Stocks: Sticks and stones of Egyptian technology. In: Popular Archaeology. Band 7, 1986, S. 24–29.

### Architektonische und bautechnische Einzelfragen
- Alexandre Badawy: Brick Vaults and Domes in the Giza Necropolis. In: Abdel-Moneim Abu-Bakr: Excavations at Giza, 1949–1950. Kairo 1953, S. 129–143.
- J. Brinks: Gewölbe. In: Wolfgang Helck, Wolfhart Westendorf: Lexikon der Ägyptologie. Band II, Wiesbaden 1977, Spalte 589–594.
- Hellmut Brunner: Artikel Tür und Tor. In: Wolfgang Helck, Wolfhart Westendorf: Lexikon der Ägyptologie. Band VI, Wiesbaden 1986, Spalte 778–787.
- Joachim P. Heisel: Antike Bauzeichnungen. Darmstadt 1993.
- Otto Koenigsberger: Die Konstruktion der ägyptischen Tür. Glückstadt 1936.
- Frank Müller-Römer: Bau der Pyramiden im Alten Ägypten. Renidere, Maintal 2024, ISBN 978-3-98258-058-6.
- Saleh El-Naggar: Les voûtes dans l’architecture de l’Égypte ancienne (= Bibliothèque d’Étude de l’Institut Français d’Archéologie Orientale du Caire . Band 128). Caire 1999.
- Paul T. Nicholson, Ian Shaw (Hrsg.): Ancient Egyptian Materials and Technology. Cambridge 2000.
- W. M. Flinders Petrie: Tools and Weapons. London 1917.
- Serge Sauneron, Sylvie Cauville, F. Laroche-Traunecker: La porte ptolémaïque de l’enceinte de Mout à Karnak. Caire 1983.